# Provincia di Pescara
La provincia di Pescara è una provincia italiana dell'Abruzzo in cui vivono 311 826 abitanti. È la provincia meno estesa d'Abruzzo, con la più alta densità di popolazione e con la più popolosa città della regione per capoluogo; confina a nord con la provincia di Teramo, a nord-est con il mare Adriatico, a sud-est con la provincia di Chieti ed a sud-ovest con la provincia dell'Aquila. Gran parte del territorio provinciale insiste sulla Val Pescara.

## Geografia fisica

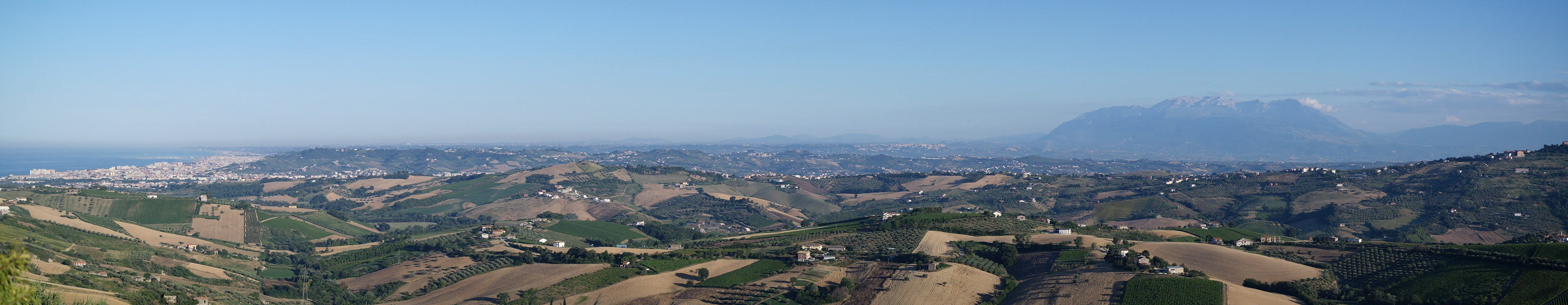
Panorama dell'entroterra della provincia ripreso da Pianacce: sulla sinistra la conurbazione pescarese, e sulla destra la Maiella

Stretta tra il mare Adriatico ad est, il massiccio del Gran Sasso d'Italia a nord-ovest e quello della Maiella e sud-est, confina a nord con la provincia di Teramo, ad ovest con la provincia dell'Aquila, a sud con la provincia di Chieti. Il territorio è prevalentemente collinare, seguito dalle montagne suddette, ed è attraversato dalla Val Pescara e dall'omonimo fiume.

### Idrografia
Nel territorio provinciale scorre la parte terminale del fiume Aterno-Pescara, che prende il nome di Pescara, con i suoi principali affluenti: il Tirino (da sinistra), l'Orta (da destra), il Lavino (da destra), il Cigno (da sinistra) e il torrente Nora (da sinistra).

### Clima
Ad eccezione delle aree montane, il clima della provincia è abbastanza mite in funzione della bassa altitudine con inverni freddo-umidi in cui la neve fa a volte la comparsa anche fino alla costa per effetto diretto di irruzioni di aria fredda provenienti da est dai Balcani o dalla Russia e autunni e primavere moderatamente piovosi e umide spesso segnate dal garbino discendente dall'Appennino. L'estate è calda, moderatamente umida e con scarse precipitazioni atmosferiche. Il clima complessivamente mite consente la coltivazione di ulivo e vite.

## Storia

### Dalle origini Vestine al 1807

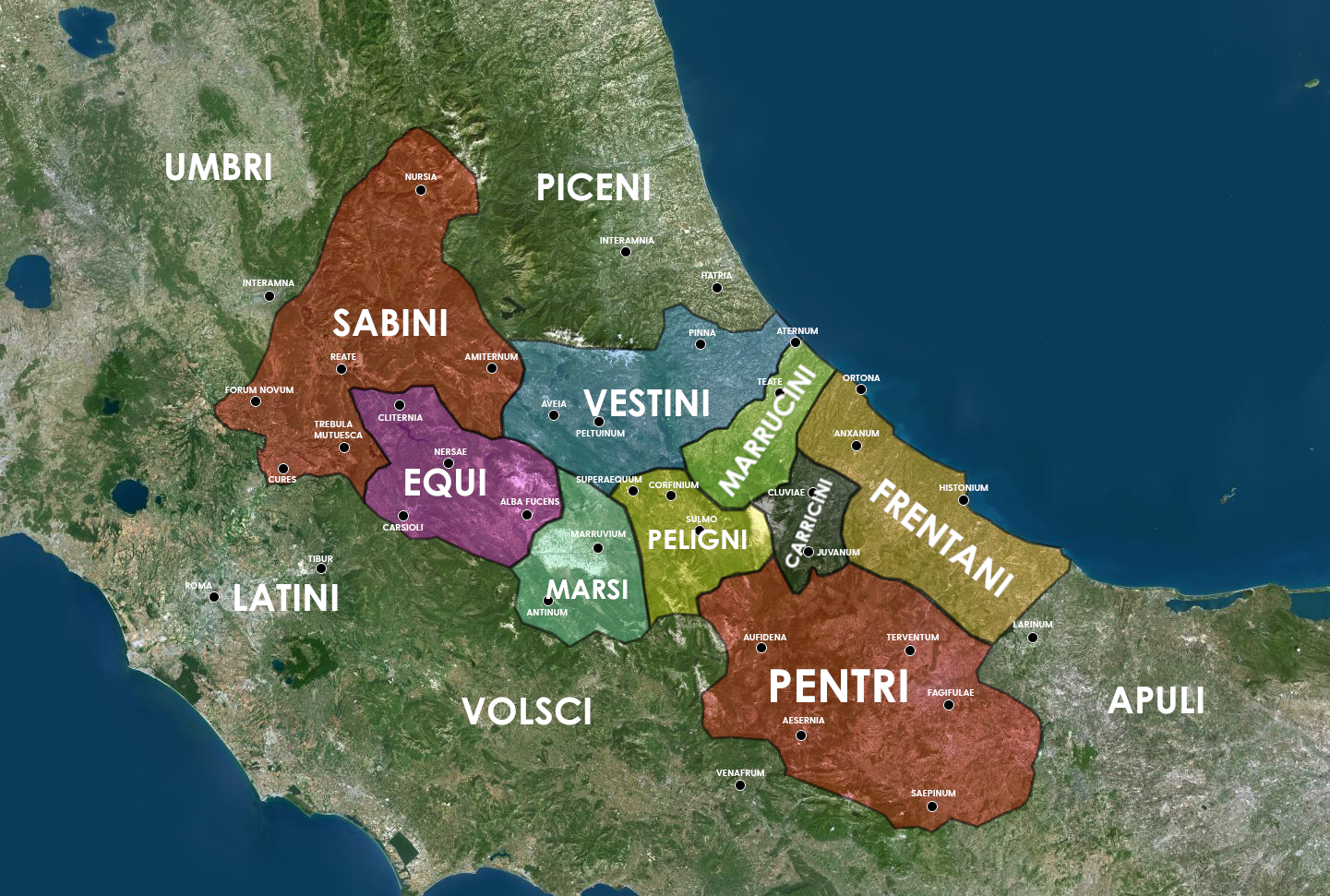
I territori dei Vestini e degli altri Italici della Regio IV Samnium

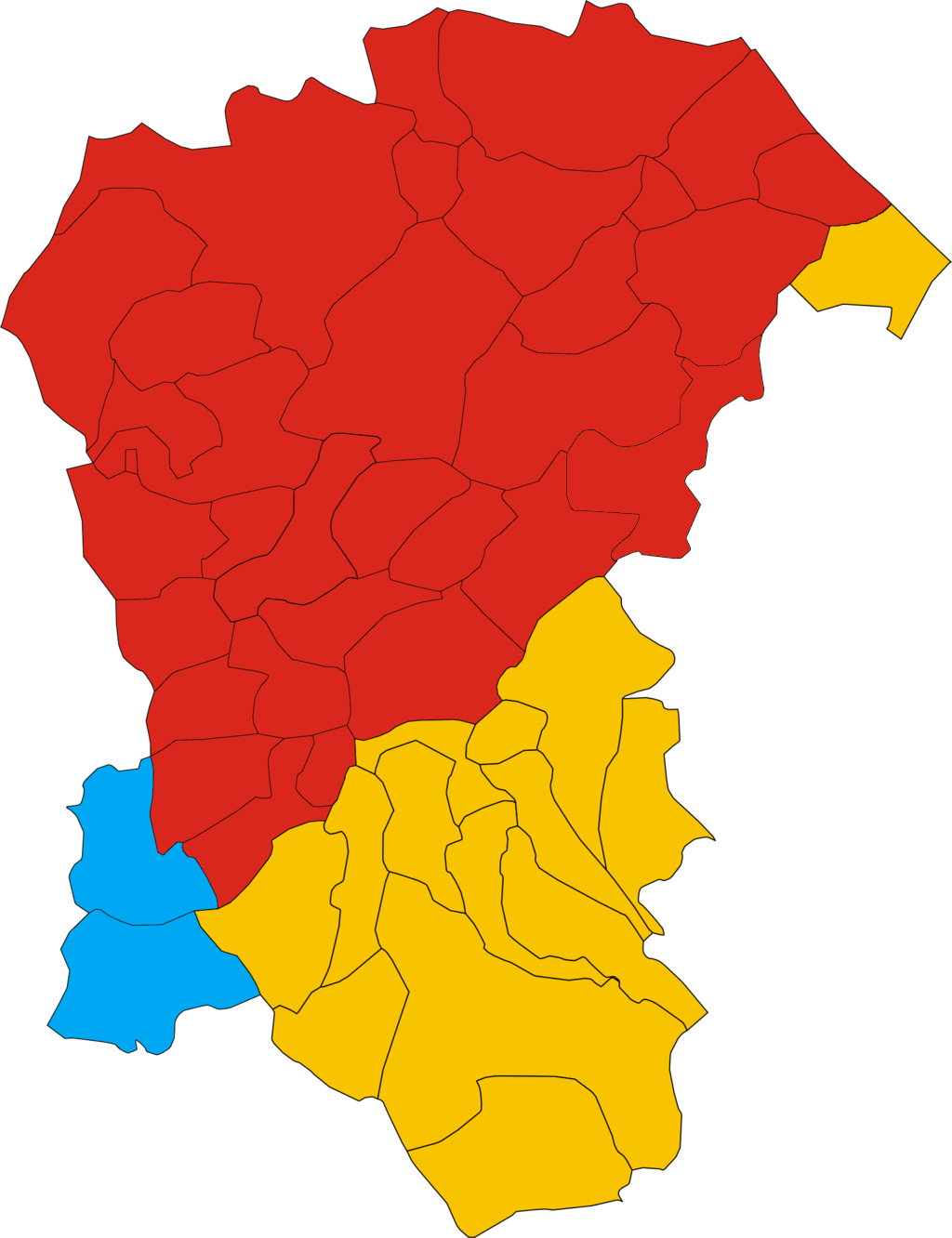
La provincia: in rosso i comuni provenienti dalla provincia di Teramo, in giallo quelli dalla provincia di Chieti ed in azzurro quelli dalla provincia aquilana

Il territorio fu abitato sin dal Paleolitico, come dimostrano ritrovamenti rinvenuti sui colli di Pescara e nell'area Vestina, conservati oggi nel "Museo delle Genti d'Abruzzo" di Pescara. Il territorio assunse una caratterizzazione omogenea sin dalla colonizzazione vestina nel VII secolo a.C. circa; la capitale della tribù era Pinna Vestinorum, ossia Penne, benché popolazioni vestine, in contatto con i peligni ed i sabini, fossero stanziate anche nella conca aquilana, come testimoniato dalle rovine di Peltuinum.
La città maggiore del territorio vestino era Penne, seguita da insediamenti presso Loreto Aprutino e San Valentino in Abruzzo Citeriore. La zona portuale principale era un villaggio di origini preistoriche, sviluppatosi sulla marina, chiamato Aternum, e in età romana Ostia Aterni, ossia l'attuale Pescara. Nel I secolo a.C. la vallata fu conquistata dai romani, i quali dettero forte slancio al ripopolamento delle città e al loro sviluppo. Penne godette dei maggiori benefici, poiché mantenne il suo status di capitale dei Vestini, anche se oggi poco rimane della presenza romana in loco.
Si conservano ancora i vecchi tracciati della via Tiburtina Valeria, che da Tivoli passava per Alba Fucens (nei dintorni della contemporanea Avezzano), valicando le montagne e costeggiando il Fucino giungeva infine alla piana del fiume Pescara, terminando appunto ad Ostia Aterni e della via Claudia nova, che a Bussi sul Tirino si diramava dalla TIburtina raggiungendo Amiternum seguendo grossomodo il tracciato delle odierne SS153 ed SS17. Tali vie, fino alla metà del XX secolo, furono usate dai pastori transumanti e dai pellegrini come principale via di comunicazione degli Abruzzi, nonché risorse per gli scambi commerciali.

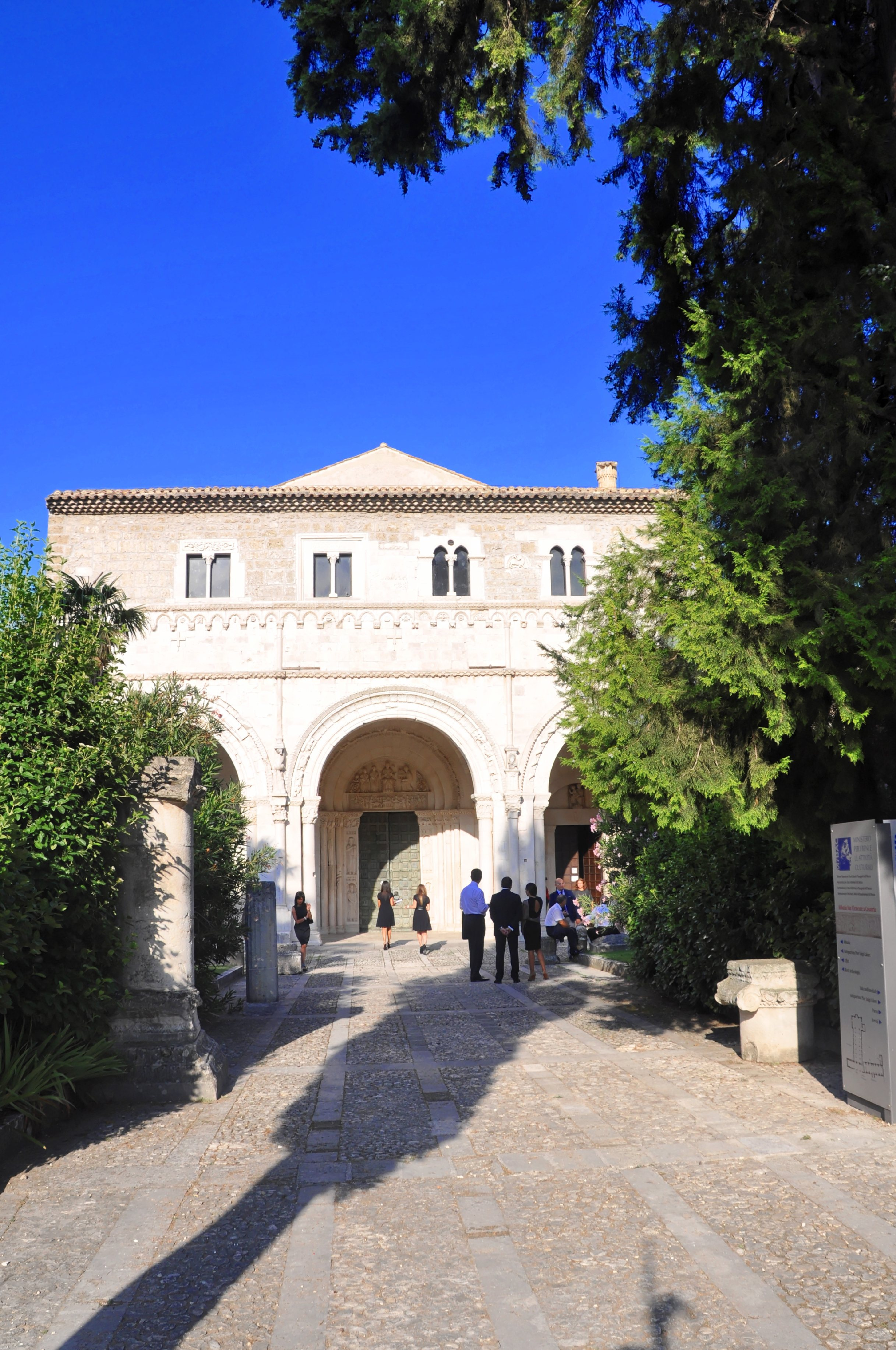
Abbazia di San Clemente a Casauria

Nel Medioevo la zona della val Pescara divenne luogo fertile per l'edificazione di diversi monasteri che lottizzarono dal IX secolo i territori con i relativi centri e castelli, edificati a partire dal passaggio dei Longobardi. Il monastero più importante al confine della val Pescara con la Maiella fu l'abbazia di San Clemente a Casauria, seguito dall'abbazia di San Liberatore a Maiella, la chiesa di San Tommaso Becket di Caramanico Terme, l'abbazia di Picciano e la chiesa di Santa Maria del Lago di Moscufo. Successivamente nei secoli si venne a consolidare il potere normanno della Contea di Manoppello, dove venne fondata la Badia Cistercense d'Arabona, mentre le città di fondazione longobarde, ricostruite dopo le invasioni della regione di Franchi (773-774) e Normanni (1100-1130), come Città Sant'Angelo, Loreto Aprutino, Pianella e Rosciano, assumevano il controllo della vallata pescarese.

Il gonfalone provinciale

Nel corso dei secoli varie famiglie si spartirono il potere dei feudi: quelle più potenti furono i Valignani di Chieti, che avevano i centri di Alanno, Cepagatti, Rosciano, i Caldora-Cantelmo che avevano la loro sede nelle roccaforti di Popoli Terme (quest'ultima sotto il giustizierato di Sulmona), Caramanico Terme, Tocco da Casauria, i Farnese (stanziati a Farindola e San Valentino in Abruzzo Citeriore) e i De Sterlich Aliprandi, che nel XVI secolo assunsero il potere nella città maggiore di Penne e nei borghi al confine con l'attuale provincia di Teramo; fra gli abitanti del tempo non esisteva ancora un concetto di realtà di appartenenza alla zona della valle di Pescara.
Il territorio abruzzese, per la prima volta riunito nel giustizierato creato da Federico II di Svevia nel 1233, venne diviso quarant'anni dopo in due province: l'Abruzzo Ultra (a nord del fiume Pescara) e l'Abruzzo Citra (a sud del fiume Pescara). L'Abruzzo Ultra fu poi, nel 1806, ulteriormente diviso in due province, l'Abruzzo Ultra I (le odierne province di Teramo e Pescara) e l'Abruzzo Ultra II (il territorio aquilano). L'attuale provincia pescarese è il risultato dell'accorpamento della parte meridionale dell'Abruzzo Ultra I con la parte nord-occidentale dell'Abruzzo Citra, unendo alcune porzioni territoriali di Chieti (Pescara stessa e parte del circondario di Chieti), di Teramo (l'area Vestina, ovvero i territori del circondario di Penne meno il mandamento di Bisenti) e dell'Aquila (Popoli Terme e Bussi sul Tirino).

### Nascita della provincia nel 1927
La provincia di Pescara è nata contestualmente all'unificazione della città di Pescara nel 1927. Il percorso per l'istituzione di tale ente è stato lento e reso difficile dalla rivalità che contrapponeva i due borghi che occupavano l'attuale territorio comunale di Pescara: quello della vecchia Pescara con la sua fortezza, in provincia di Chieti, e quello di Castellammare Adriatico in provincia di Teramo, divisi dal fiume Pescara.
Nel 1807, infatti, Castellammare, sulla sponda nord del fiume (che allora contava circa 1 500 abitanti), divenne comune autonomo aggregato al circondario di Penne.
La scelta della separazione fu conseguenza di una discordia storica tra le due sponde del fiume e rispondeva alla riforma amministrativa del Regno voluta da Giuseppe Bonaparte, che dopo la legge 132 dell'8 agosto 1806 "sulla divisione ed amministrazione delle province del Regno", con la successiva legge 211 del 18 ottobre 1806 ordinava la formazione dei decurionati e consigli provinciali e distrettuali e la sostituzione della figura del camerlengo con quella del sindaco.
La divisione fu problematica, soprattutto perché il nuovo comune di Castellammare non intendeva farsi carico di nessuno dei debiti della vecchia amministrazione dell'universitas di Pescara; inoltre, si creò un problema di immagine per la fortezza di Pescara sulla sponda meridionale del fiume, che ospitava una intera guarnigione dell'esercito e che, allo stesso tempo, si vedeva comprimere il proprio ruolo a livello locale: per questi motivi il comune di Pescara spingeva per la riunificazione dei due enti. Una comunicazione del Ministero dell'Interno del Regno di Napoli del 17 gennaio 1810 però negò tale possibilità, e costrinse i due comuni a trovare un accordo sulla ripartizione dei debiti (1811). Ma la rivalità rimase molto accesa, tanto che ci sono testimonianze di interventi della guarnigione militare borbonica per evitare la degenerazione delle scaramucce in vere e proprie battaglie.
Con lo sviluppo economico delle due città alla fine del XIX secolo, le rivalità fra le due cittadine si sopirono, mentre aumentavano la concordia e la comunione di intenti per promuovere iniziative di sviluppo: soprattutto il potenziamento del porto canale fu motivo di collaborazione delle due amministrazioni. Già si pensava infatti all'unificazione delle due cittadine ed alla contestuale elevazione a capoluogo di provincia.
Subito dopo il primo conflitto mondiale, il 30 novembre del 1918 i due consigli comunali si riunirono nello stesso momento e votarono lo stesso ordine del giorno e si impegnarono ad adoperarsi per chiedere al Governo di decretare la fusione dei comuni affinché la nuova città fosse chiamata "Aterno".
Negli anni seguenti le due amministrazioni collaborarono per perorare la causa della fusione, e decisivo fu l'impegno di Gabriele D'Annunzio che il 16 maggio del 1924 scrisse a Mussolini una lettera nella quale chiedeva la fusione delle due città e la elevazione a capoluogo di provincia. Con lo stesso intento operava l'allora ministro abruzzese Giacomo Acerbo.
Dopo 110 anni di divisione, infine il 2 gennaio del 1927, venne firmato il decreto di istituzione della provincia di Pescara, e contemporaneamente di unione del comune di Castellammare Adriatico a quello di Pescara. A favore del provvedimento sono state decisive la forte spinta popolare e, soprattutto, l'autorità politica del ministro abruzzese Giacomo Acerbo e il prestigio di Gabriele D'Annunzio.

### Area Metropolitana
In seguito alla rapida saturazione edilizia dell'esiguo territorio comunale raggiunta negli anni 1970, la città di Pescara ha continuato ad espandersi nel tempo al di fuori dei propri confini nei comuni limitrofi (segnatamente a Montesilvano, Città Sant'Angelo, Spoltore, ed a Francavilla al Mare e San Giovanni Teatino nella vicina provincia teatina), e già a partire dagli anni 1980 Pescara insieme a Chieti è al centro di un'area metropolitana sempre più integrata ed interdipendente, sostenuta e collegata dal sistema di tangenziali delle SS714 e RA12. Quest'area, che si è andata strutturando intorno alla città, è dovuta alla continuità urbana ed alle fitte interazioni sociali ed economiche dei comuni dell’hinterland pescarese e la stessa città di Pescara, che si estende anche nelle due province confinanti di Chieti e Teramo. Il grande flusso migratorio interno abruzzese dall'entroterra verso la costa, ancora oggi non del tutto esaurito, ha sostenuto la crescita vorticosa dei centri limitrofi, segnatamente Montesilvano e Francavilla al Mare, sempre più orientati ad una destinazione residenziale.
Questa area tuttavia non è stata individuata dal legislatore fra le città metropolitane italiane, e nei propri limiti legislativi le amministrazioni locali degli ultimi anni hanno cercato comunque di assecondarne lo sviluppo, sia dal punto di vista urbanistico, cercando di costruire le infrastrutture di mobilità opportune (come nuovi svincoli e prolungamenti delle tangenziali nei comuni limitrofi), sia dal punto di vista della pianificazione dei servizi che vengono offerti a ridosso dei confini comunali di Pescara ma al centro della conurbazione, come centri commerciali, distretti industriali, e in particolare la razionalizzazione del trasporto pubblico locale in ottica metropolitana.
In data 25 maggio 2014 i residenti dei comuni di Pescara, Montesilvano e Spoltore si sono espressi in un referendum a favore dell'istituzione di un nuovo unico comune. Partecipò al voto il 69,46% degli aventi diritto e di questi il 64% si espresse a favore della fusione (a Montesilvano ha risposto Sì il 52,23% dei votanti. Ha prevalso il Sì anche a Pescara con il 70,32% e a Spoltore con il 51,15%). La relativa legge regionale è stata approvata in data 8 agosto 2018, fissando il 1º gennaio 2022 come data di nascita del nuovo comune. La scadenza è stata differita in un primo momento al 1º gennaio 2023 e successivamente al 2027.

### Sede provinciale

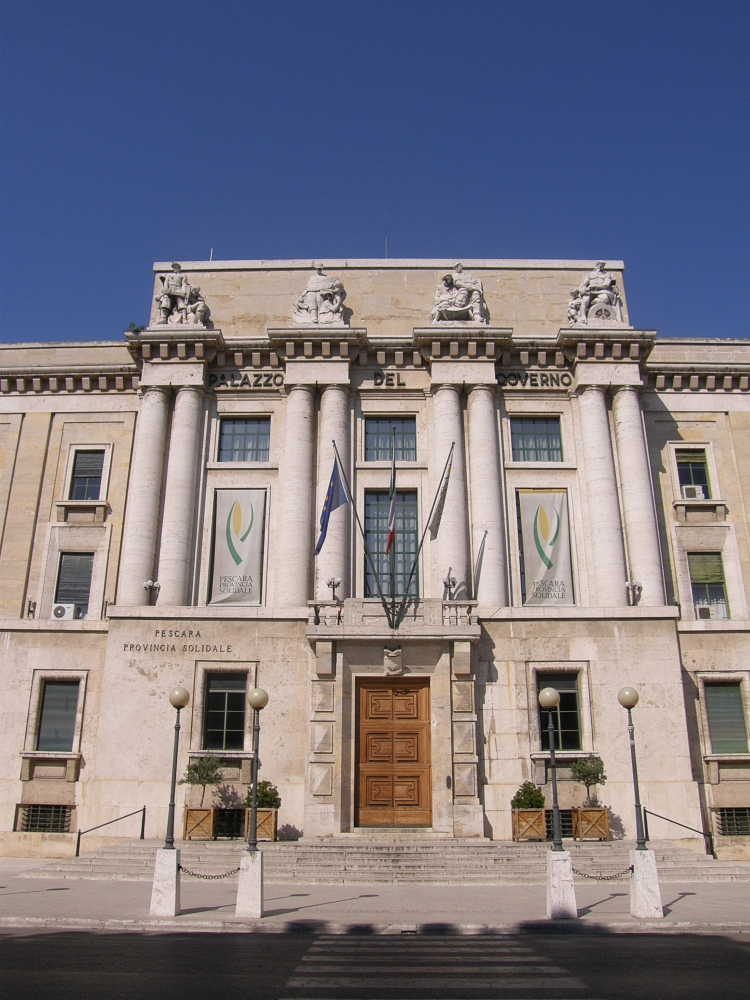
Facciata del Palazzo del Governo

La sede dell'ente è situata nel Palazzo del Governo di Pescara in piazza Italia; il palazzo è parte di un sistema architettonico voluto da Vincenzo Pilotti per formare il nuovo centro politico di Pescara, ed è uno dei "vertici" del triangolo formato dalla piazza, composto dagli altri due edifici appartenenti al comune di Pescara.
Il palazzo, di stile razionalista ma con richiami all'arte classica, è sede dell'ente provinciale e ospita la prefettura e la biblioteca provinciale "Gabriele D'Annunzio". Il palazzo si sviluppa orizzontalmente con due avancorpi laterali: la parte centrale, di poco sporgente, mette in risalto il grande portale sovrastato da un balcone e finestroni. Otto grandi semicolonne binate sorreggono, nella parte centrale, i basamenti sui quali sono collocate quattro sculture dello scultore Guido Costanzo, simboleggianti le risorse del territorio locale (Miniera, Agricoltura, Mare, Fiume). Il portale d'ingresso immette in un ampio atrio da cui si accede mediante una scalinata di marmo al "salone dei marmi", dove sono esporte formelle in ceramica a rilievo raffiguranti gli stemmi dei comuni provinciali. Nella sala del consiglio sono collocati busti di Gabriele D'Annunzio e Francesco Paolo Michetti, e sopra il seggio del presidente si trova lo stemma provinciale con il motto "Sibi valet et vivit". L'interno del palazzo ospita il dipinto di Francesco Paolo Michetti "La figlia di Iorio".

### Simboli
Lo stemma provinciale, concesso insieme al gonfalone con regio decreto del 20 settembre 1928, rappresenta sulla parte sinistra (destra araldica) le caratteristiche del territorio, ovvero i monti, il fiume e il mare, mentre sul lato destro (sinistra araldica) è rappresentato un cinghiale, in riferimento alla teoria etimologica che vorrebbe il nome Abruzzo derivare dalla parola latina aper, ovvero "cinghiale".
Il motto dell'ente fu coniato dal letterato e primo presidente della provincia Domenico Tinozzi, che, ricavandolo da un esametro di Lucrezio, coniò il motto Sibi valet et vivit, ovvero "[la nuova provincia] ha in sé [le forze necessarie per] vivere e prosperare".
Il gonfalone è un drappo di azzurro. La bandiera è azzurra con lo stemma della provincia e il nome dell'ente in giallo.

## Monumenti e luoghi d'interesse

### Architetture religiose

#### Cattedrali e basiliche

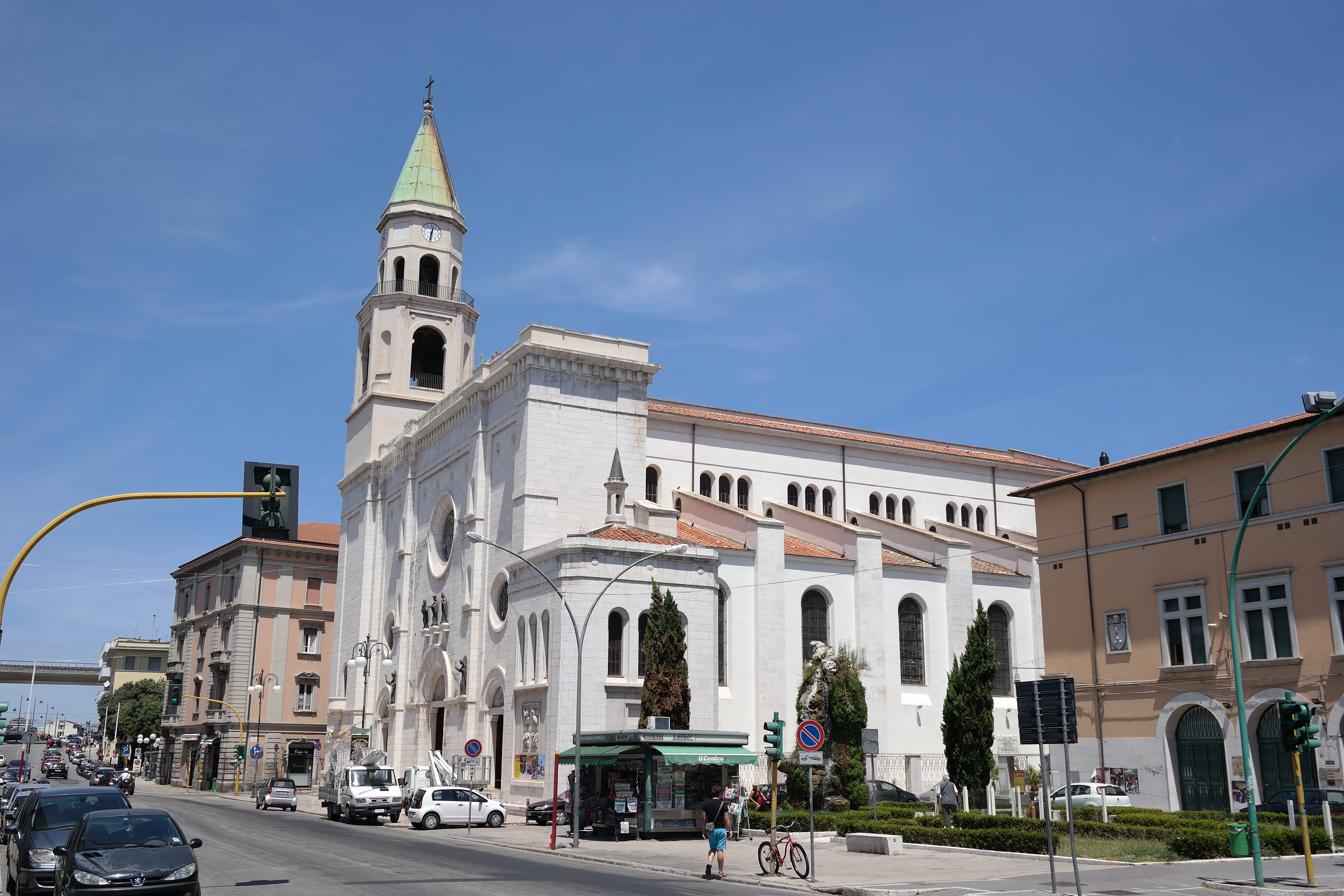
Cattedrale di San Cetteo a Pescara

- Cattedrale di San Cetteo (Pescara)
- Chiesa del Sacro Cuore di Gesù (Pescara)
- Basilica della Madonna dei sette dolori (Pescara)
- Duomo di San Massimo (Penne)
- Collegiata di San Giovanni Evangelista (Penne)
- Basilica del Volto Santo (Manoppello)
- Collegiata di San Michele (Città Sant'Angelo)
- Duomo dei Santi Valentino e Damiano (San Valentino in Abruzzo Citeriore)
- Collegiata di Santa Maria Maggiore (Caramanico Terme)
- Chiesa Collegiata Arcipretale di San Pietro (Loreto Aprutino)
- Chiesa di Santa Maria Theotókos (Villa Badessa), unico esempio di chiesa di rito ortodosso in Abruzzo, costruita da una comunità Arbëreshë.

#### Monasteri ed eremi

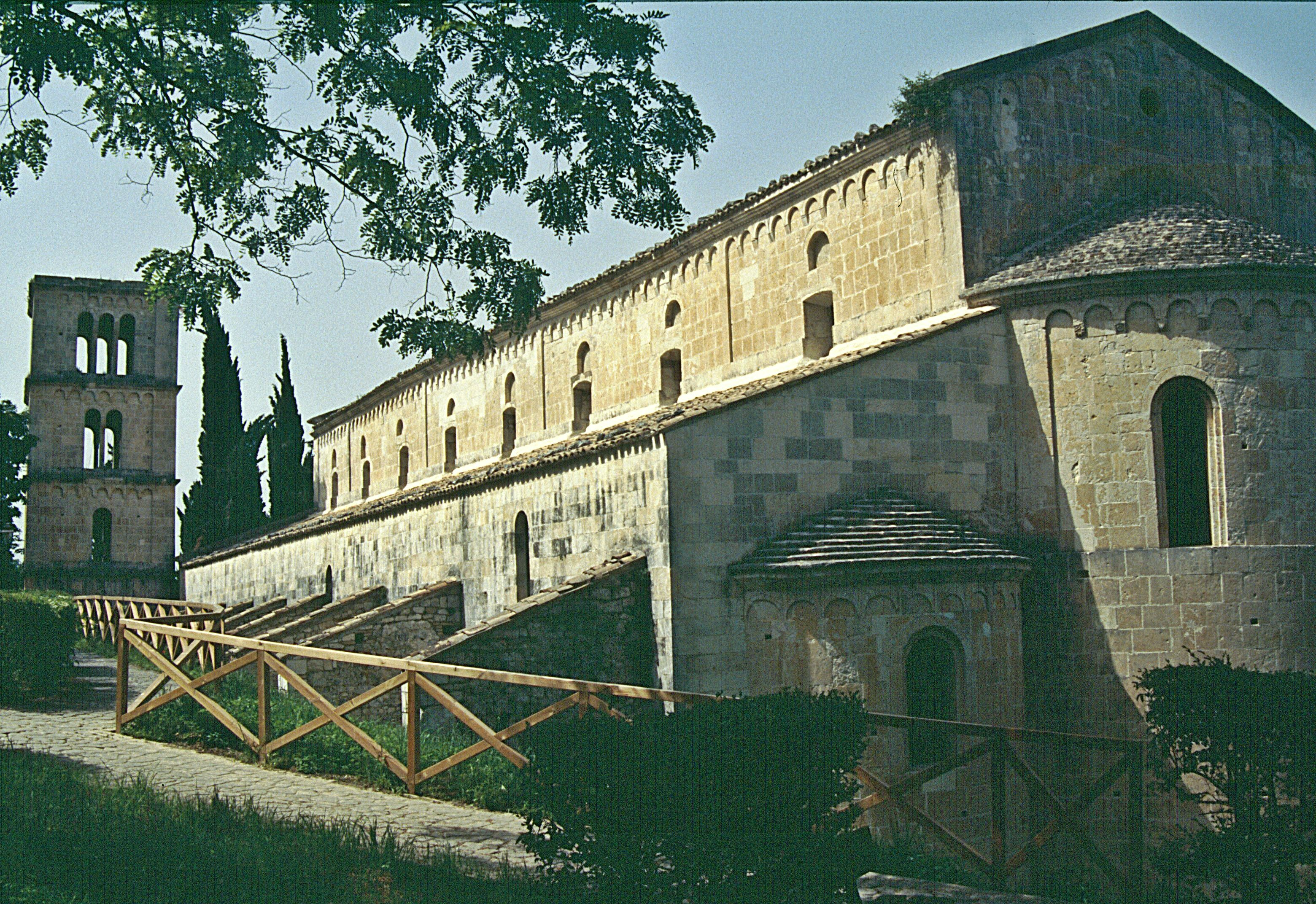
Abbazia di San Liberatore a Maiella

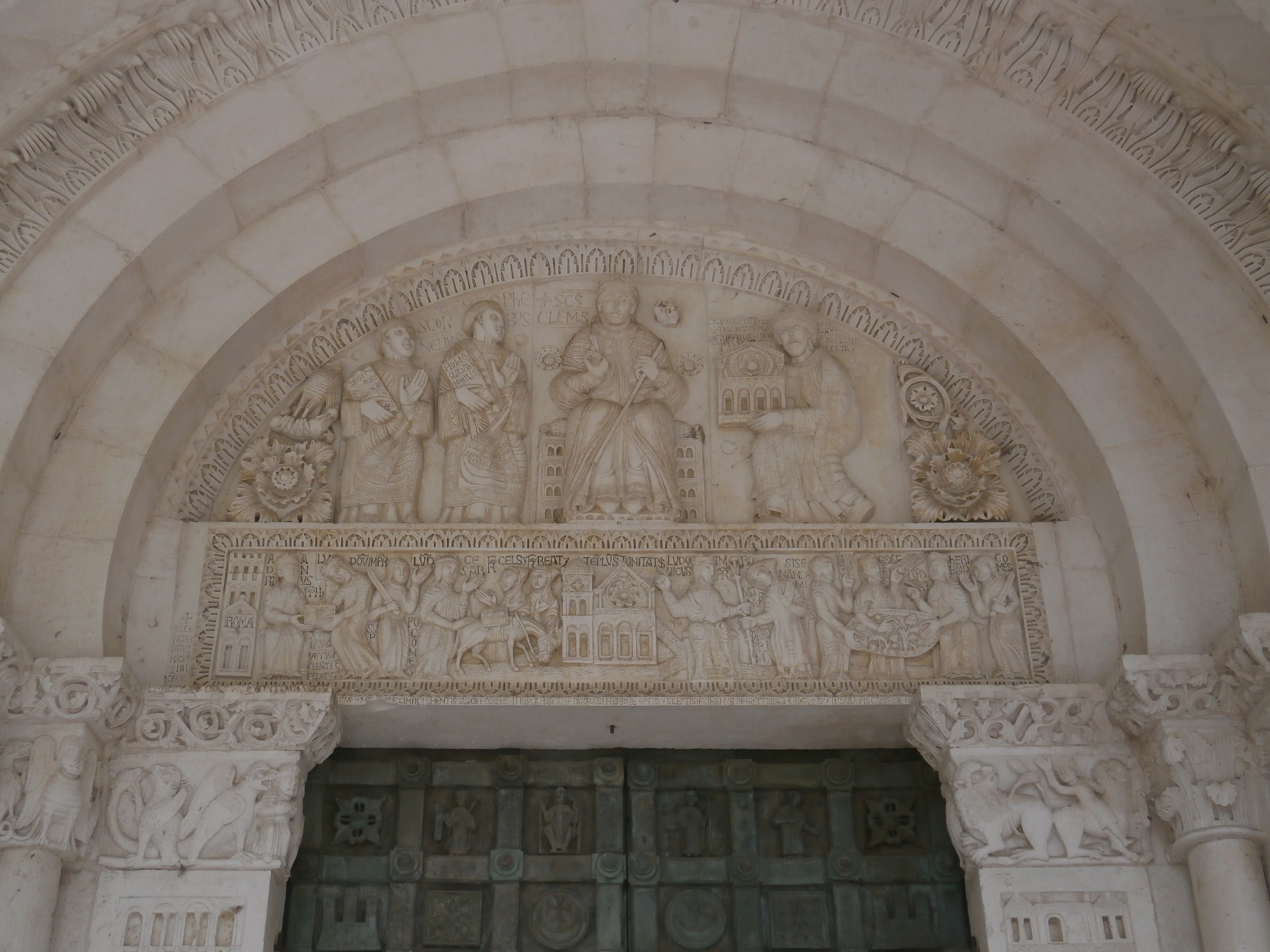
Portale dell'abbazia di San Clemente a Casauria

- Abbazia di Santa Maria Arabona (Manoppello)
- Chiesa di Santa Maria di Cartignano (Bussi sul Tirino)
- Chiesa di Santa Maria del Lago (Moscufo)
- Chiesa di Santa Maria in Piano (Loreto Aprutino)
- Chiesa della Madonna del Carmine (Pianella)[16]
- Abbazia di Santa Maria di Casanova (Villa Celiera)
- Abbazia di San Clemente a Casauria (Castiglione a Casauria)
- Abbazia di San Liberatore a Maiella (Serramonacesca)
- Eremo di Santo Spirito a Maiella (Roccamorice)
- Convento di San Lorenzo (Caramanico Terme)
- Eremo di San Giovanni all'Orfento (Caramanico Terme)
- Eremo di San Bartolomeo in Legio (Roccamorice)
- Abbazia di San Tommaso Becket (Caramanico)
- Abbazia di San Bartolomeo (Carpineto della Nora)
- Santuario del Beato Nunzio Sulprizio (Pescosansonesco Vecchio)
- Convento di Santa Maria in Colleromano (Penne)
- Convento dei Frati Minori Cappuccini (Penne)
- Chiesa conventuale della Beata Vergine del Monte Carmelo (Penne)
- Oratorio della Madonna delle Grazie (Alanno)
- Oratorio di Santa Maria della Croce (Pietranico)

### Architetture civili e militari

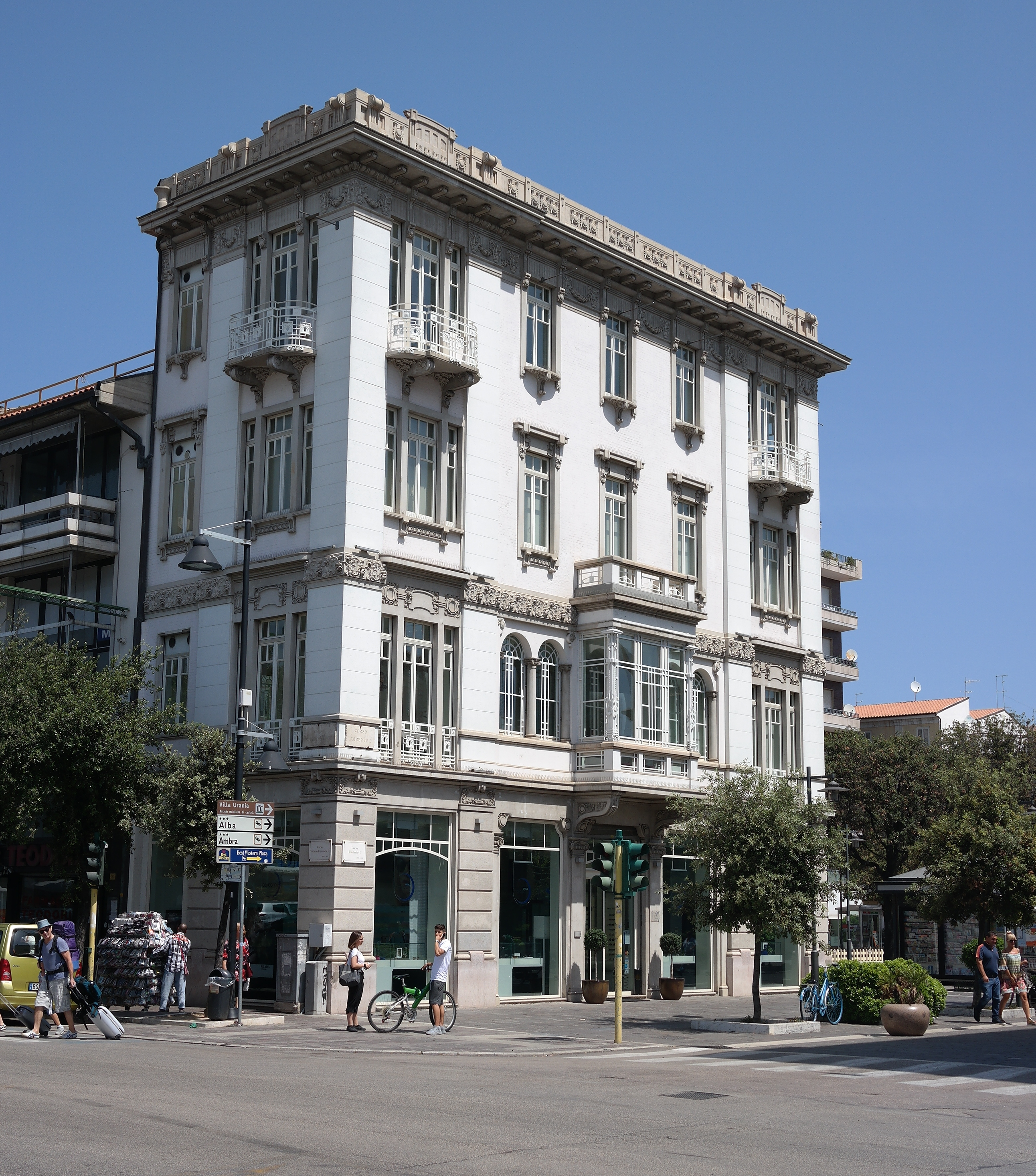
Palazzo Imperato a Pescara

Nella città di Pescara, a causa delle varie ricostruzioni e trasformazioni succedutesi dall'800 in poi e in particolare in seguito alla ricostruzione post-bellica degli anni '50, l'architettura è molto varia e presenta numerosi stili diversi. Tra le strutture fortificate, la scomparsa fortezza spagnola di Carlo V, progettata nel 1510, di cui rimane la porzione a fiume di via delle Caserme, era utilizzata nel XIX secolo come caserma e carcere per dissidenti politici dal governo borbonico, e dal 1982 l'edificio è sede del Museo delle Genti d'Abruzzo. La fortezza aveva una forma poligonale con cinque vertici nella zona sud del fiume, e due nella zona nord, Castellammare; nel quartiere di Pescara vecchia aveva una piazza d'armi, oggi occupata da via Conte di Ruvo, mentre la piazza maggiore era l'odierna piazza Garibaldi. Presso i bastioni omonimi sorgevano le chiese di sant'Antonio, san Giacomo, san Cristoforo e san Nicola, molte delle quali andate perdute durante i bombardamenti di Pescara del 1943. Con il passare dei secoli e le diminuite necessità difensive del sito (azzerate dopo l'unità italiana), la fortezza venne progressivamente smantellata, e dell'imponente struttura resta solo il lungo edificio delle caserme di fanteria in via delle Caserme.
Nella via principale del vecchio borgo, corso Manthonè, sopravvivono numerosi esempi di edilizia civile settecentesca ed ottocentesca, fra i quali le case natali di Ennio Flaiano e quella di Gabriele D'Annunzio, decorata come "monumento nazionale" dal regime fascista ed oggi museo dedicato al poeta, Molte di queste strutture successivamente furono ristrutturate in stile neogotico o liberty, a testimonianza del vivace fermento artistico della città in sviluppo dopo l'uscita dalle mura della vecchia fortezza.
L'eclettismo, nel quartiere Portanuova, si è espresso anche in via D'Annunzio, con gli esempi del Palazzo Michetti, dell'adiacente teatro e del Palazzo Perenich, di Antonino Liberi.
Di seguito i maggiori palazzi e castelli della provincia:
- Castello di Salle
- Castello Marcantonio (Cepagatti)

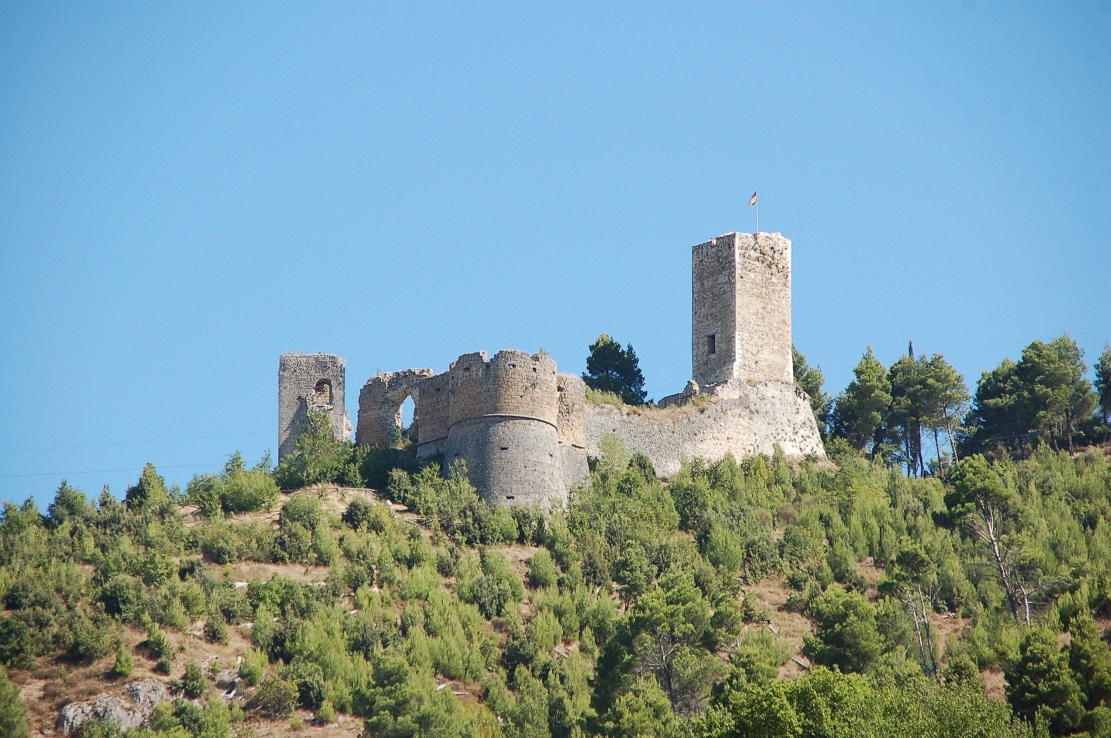
Castello Cantelmo a Popoli Terme

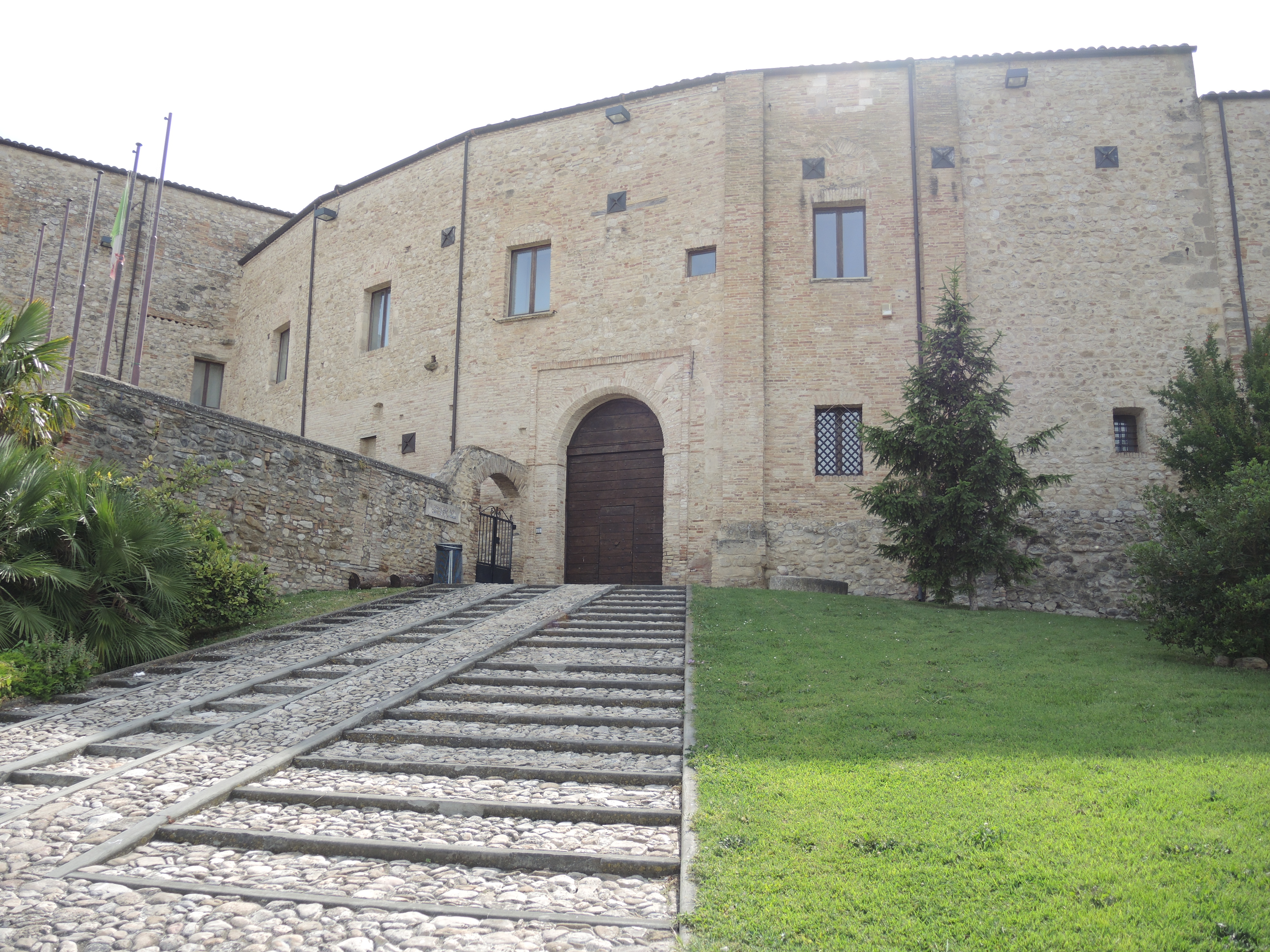
Castello De Sterlich di Nocciano

- Castello De Sterlich-Aliprandi (Nocciano)
- Castello Chiola (Loreto Aprutino)
- Castello Longobardo (Spoltore)
- Castel Menardo (Serramonacesca)
- Castello ducale Cantelmo (Popoli Terme)
- Castello di Bussi sul Tirino
- Castello Caracciolo (Tocco da Casauria)
- Palazzo Coppa (Città Sant'Angelo)
- Palazzo Castagna (Città Sant'Angelo)
- Palazzo di Teseo Castiglione (Penne)
- Palazzo Aliprandi (Penne)
- Palazzo De Felici (Pianella)
- Palazzo Duchi Cantelmo (Popoli Terme)
- Palazzo "Castelletto" Amorotti (Loreto Aprutino)
- Palazzo De Cesaris (Spoltore)
- Palazzo De Felice (Rosciano)
- Palazzo ducale (Montebello di Bertona)
- Palazzo baronale (Alanno)

### Aree naturali

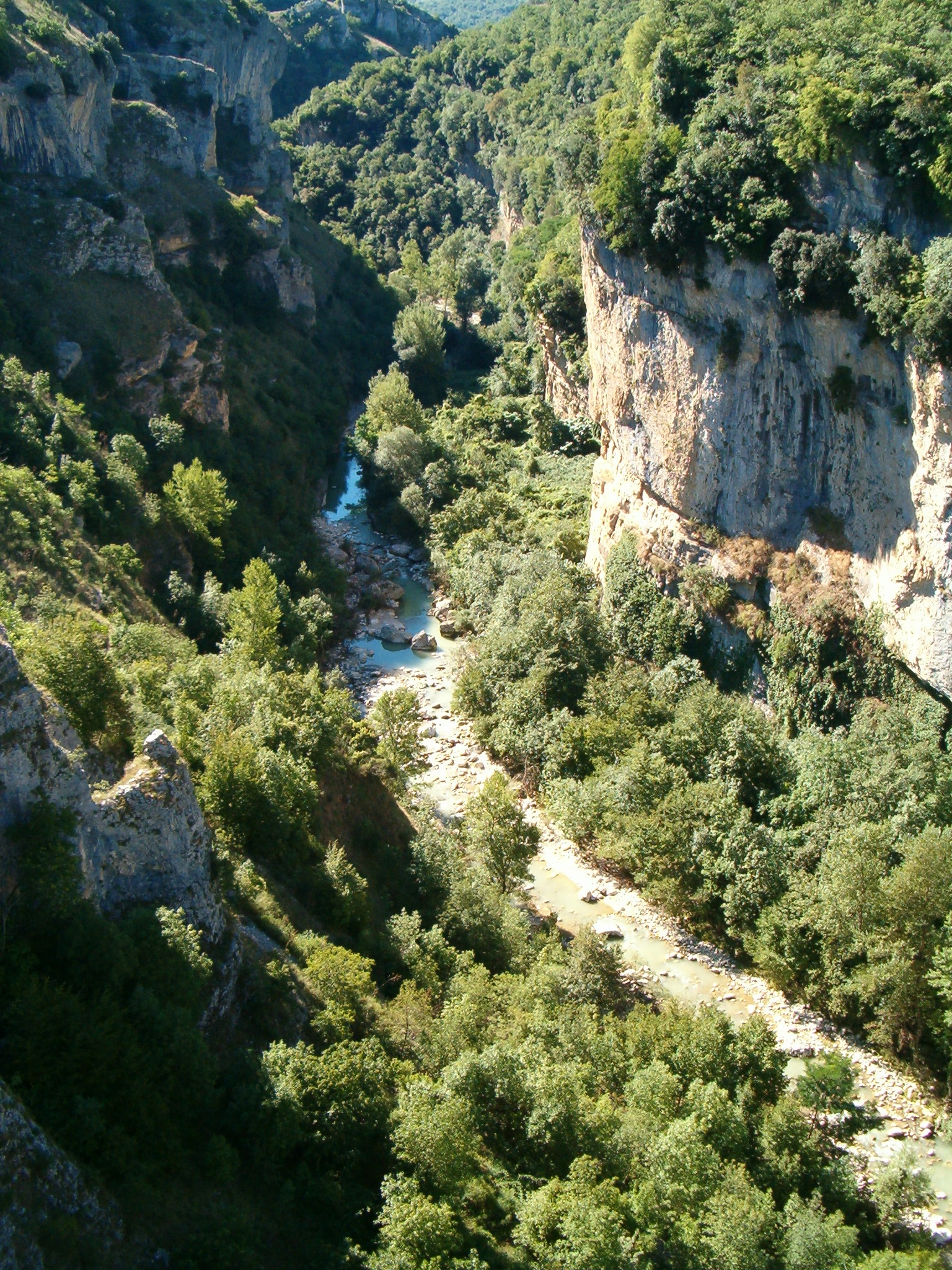
La valle dell'Orta

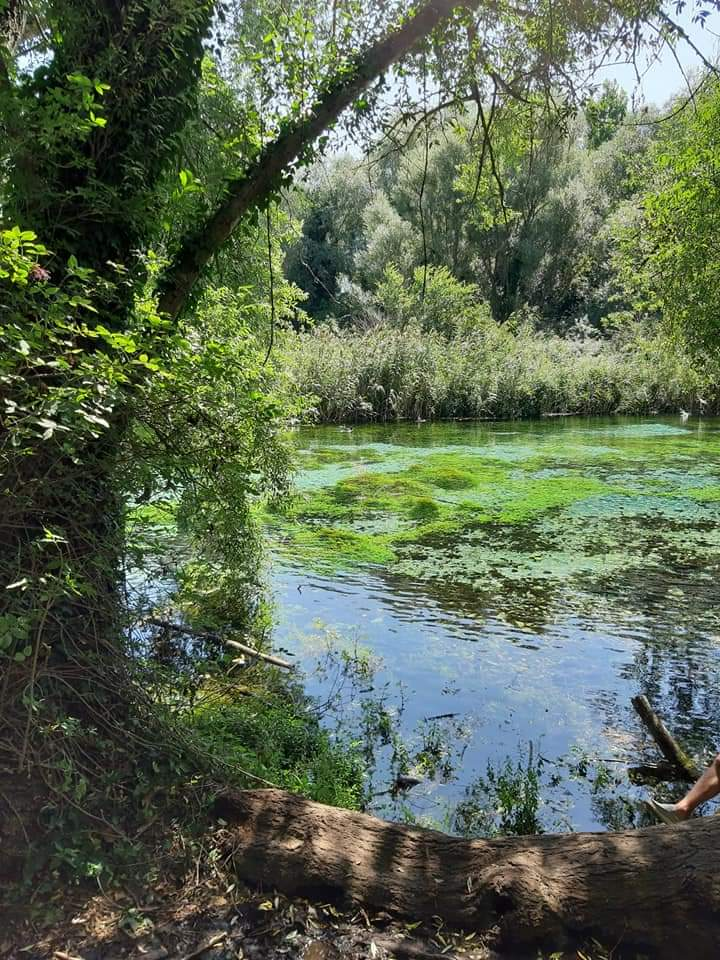
Le sorgenti del fiume Pescara

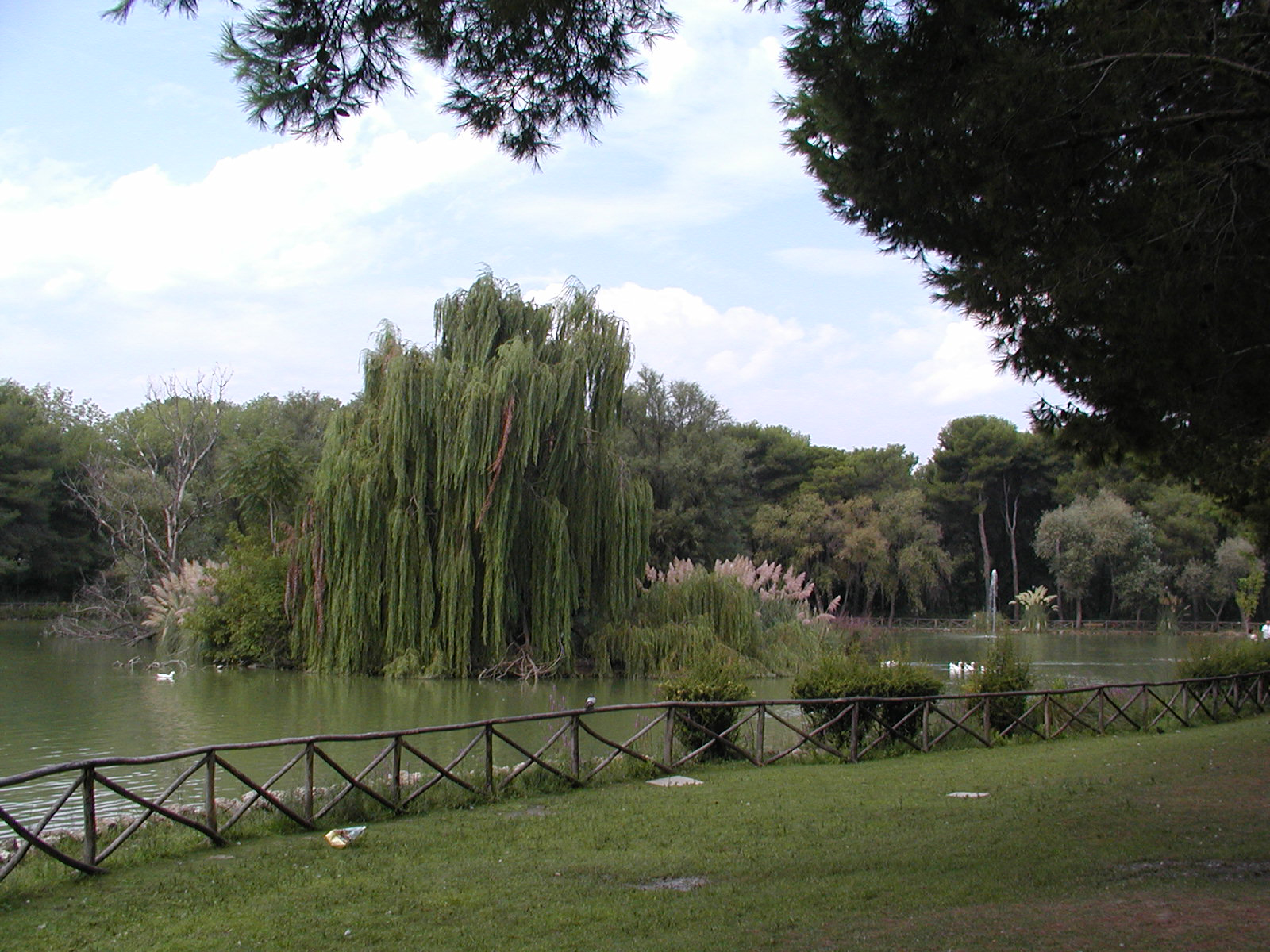
La Pineta Dannunziana di Pescara

#### Parchi nazionali
- Parco nazionale del Gran Sasso e Monti della Laga
- Parco nazionale della Maiella

#### Riserve naturali statali
- Pineta di Santa Filomena
- Valle dell'Orfento
- Valle dell'Orfento II
- Riserva naturale Monte Rotondo
- Lama Bianca di Sant'Eufemia a Maiella
- Piana Grande della Maielletta

#### Riserve naturali regionali e provinciali
- Lago di Penne
- Orto botanico riserva Lago di Penne
- Pineta Dannunziana
- Sorgenti del Fiume Pescara
- Voltigno e Valle d'Angri
- Parco territoriale attrezzato di Vicoli
- Sorgenti solfuree del Lavino
- Valle dell'Orta
- Lago di Alanno-Piano d'Orta

## Società

### Evoluzione demografica

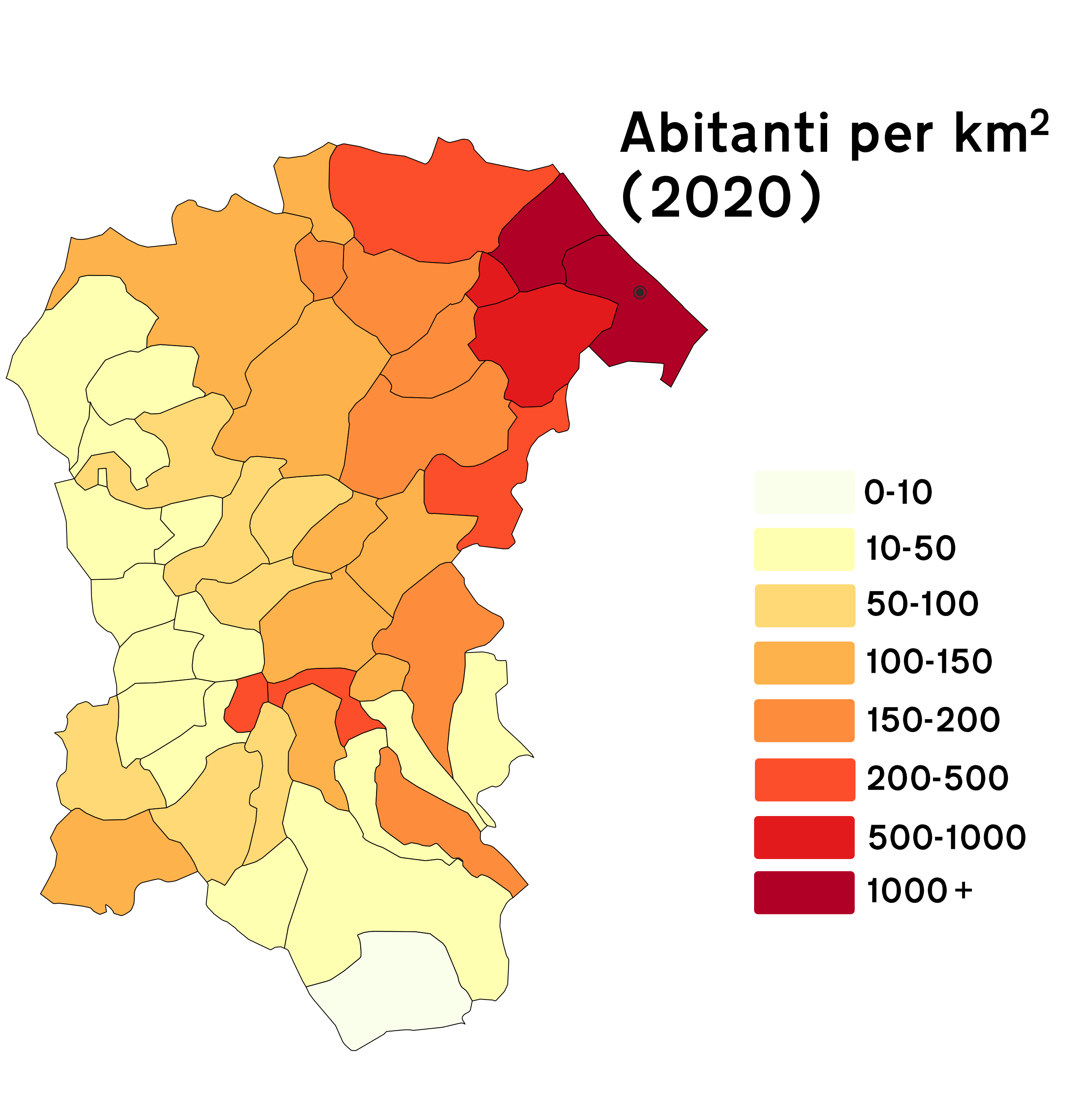
Densità della popolazione della provincia

Abitanti censiti

### Etnie e minoranze straniere
Al 31 dicembre 2020 nella provincia risiedevano, su un totale di 313 882 abitanti, 17 285 stranieri che rappresentavano quindi il 5,5% della popolazione. Il comune con il maggior numero di residenti stranieri era il capoluogo, con 6 717 abitanti di origine estera, mentre il comune con il più alto rapporto di stranieri sulla popolazione complessiva era Montesilvano, con l'8,06% (4 297 residenti di origine straniera su un totale di 53 344 abitanti). Al 31 dicembre 2020 le cinque comunità straniere più numerose residenti in provincia provenivano dai seguenti Paesi:
- Romania: 4 090
- Albania: 1 618
- Ucraina: 1 614
- Senegal: 1 254
- Nigeria: 751

La frazione Villa Badessa del comune di Rosciano è uno storico insediamento Arbëreshë risalente al XVIII secolo, e nonostante si sia perso l'utilizzo della lingua originale, nell'insediamento si praticano ancora le funzioni religiose secondo il rito bizantino.

### Tradizioni e folclore

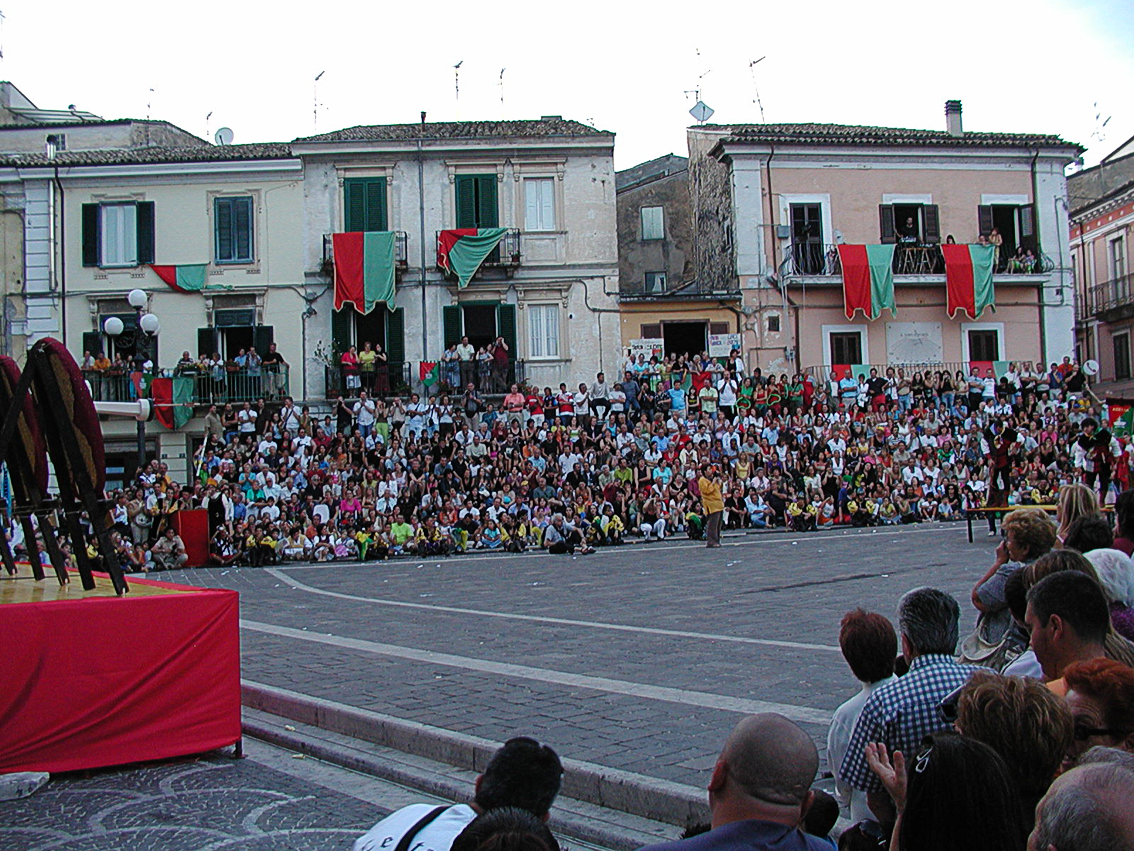
Certame de la balestra a Popoli Terme

- Festa di Sant'Andrea: le celebrazioni del santo si svolgono l'ultima domenica di luglio con una processione nel tratto di mare cittadino della marineria pescarese.
- Certame de la Balestra: rievocazione medievale celebrata tra la fine di luglio e i primi di agosto a Popoli Terme.

### Qualità della vita
Secondo il rapporto "Qualità della vita 2024" redatto dal quotidiano Il Sole 24 Ore, la provincia di Pescara si colloca al 55º posto sulle 107 province italiane per la qualità complessiva della vita. Prima provincia abruzzese nella classifica, mostra gli indicatori migliori nelle aree tematiche "Cultura e tempo libero" e "Giustizia e sicurezza", rispettivamente 7º e 35º posto; gli indicatori peggiori sono invece quelli delle aree "Ambiente e servizi" e "Ricchezza e consumi", rispettivamente al 68º e al 79º posto. All'interno della provincia sussiste una marcata differenziazione economica e demografica tra le aree interne e quelle costiere, che vede le aree intorno a Pescara, uno dei comuni col PIL pro capite più alto dell'Abruzzo, al centro di uno dei maggiori sistemi economici regionali, mentre nei centri montani dell'interno provinciale le attività economiche sono più diradate, e alcuni comuni come Corvara registrano valori di PIL pro capite tra i più bassi del Paese.

### Comuni
La provincia di Pescara comprende 46 comuni.

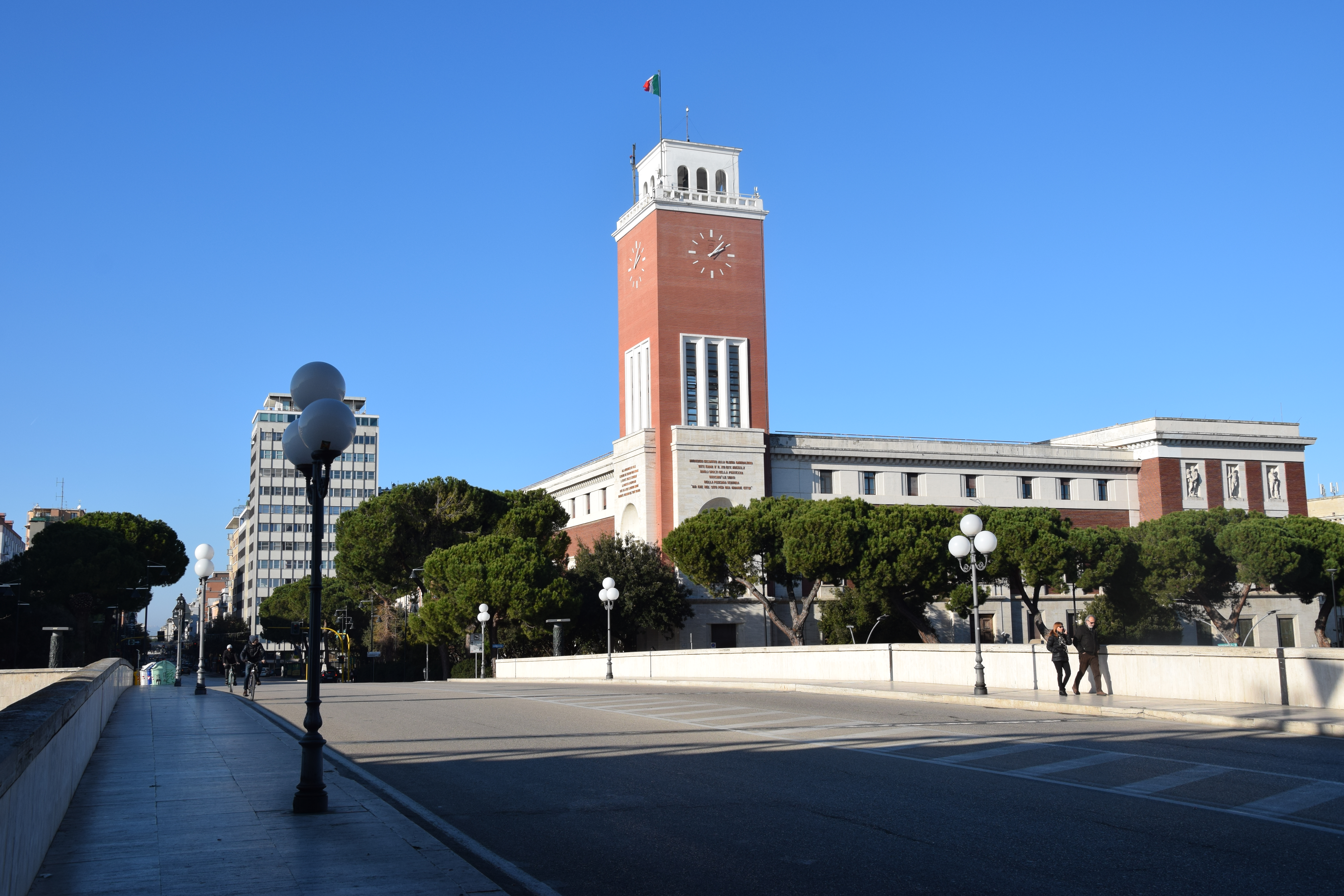
Pescara, il Palazzo di Città

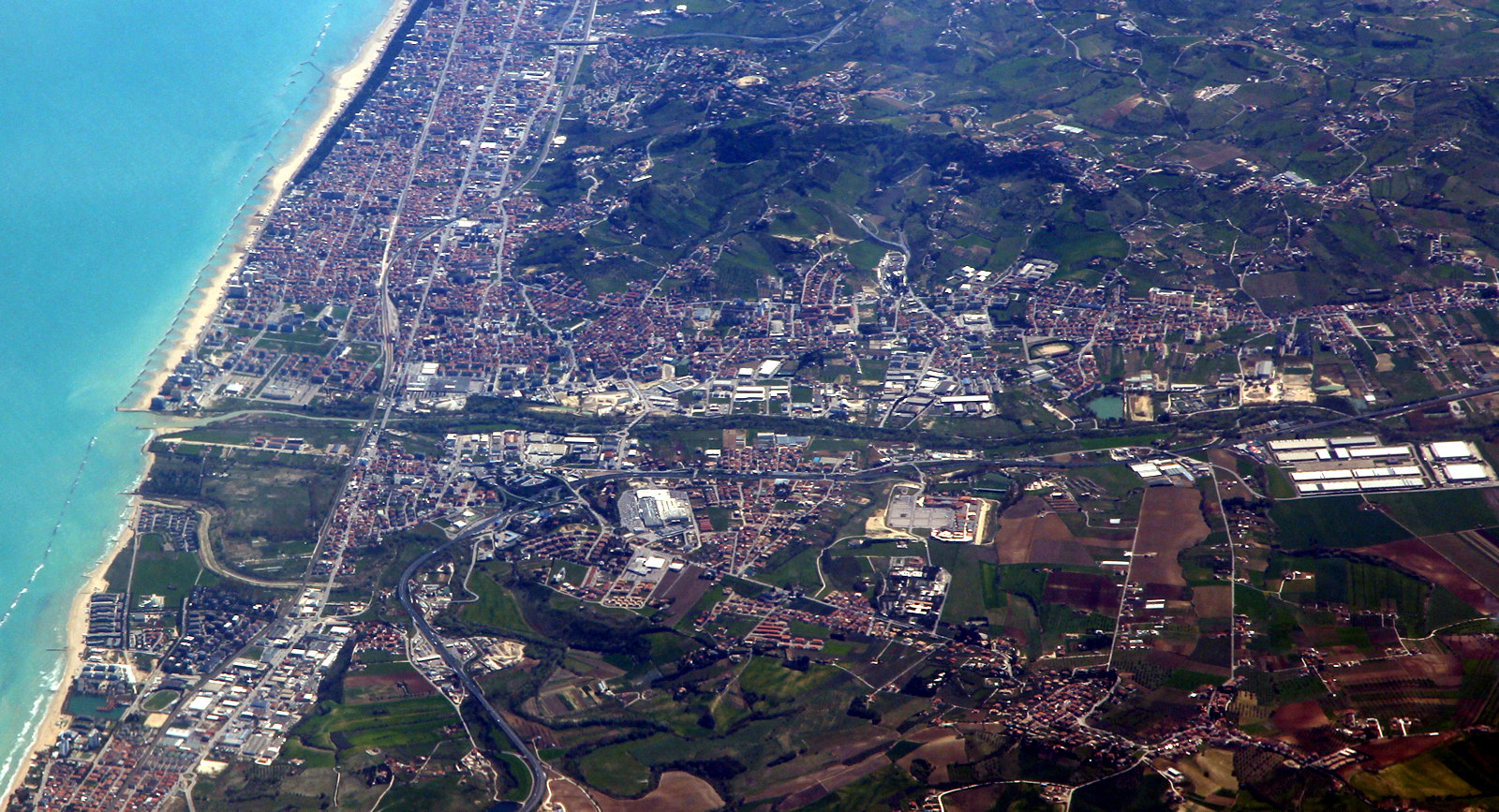
Montesilvano e Marina di Città Sant’Angelo

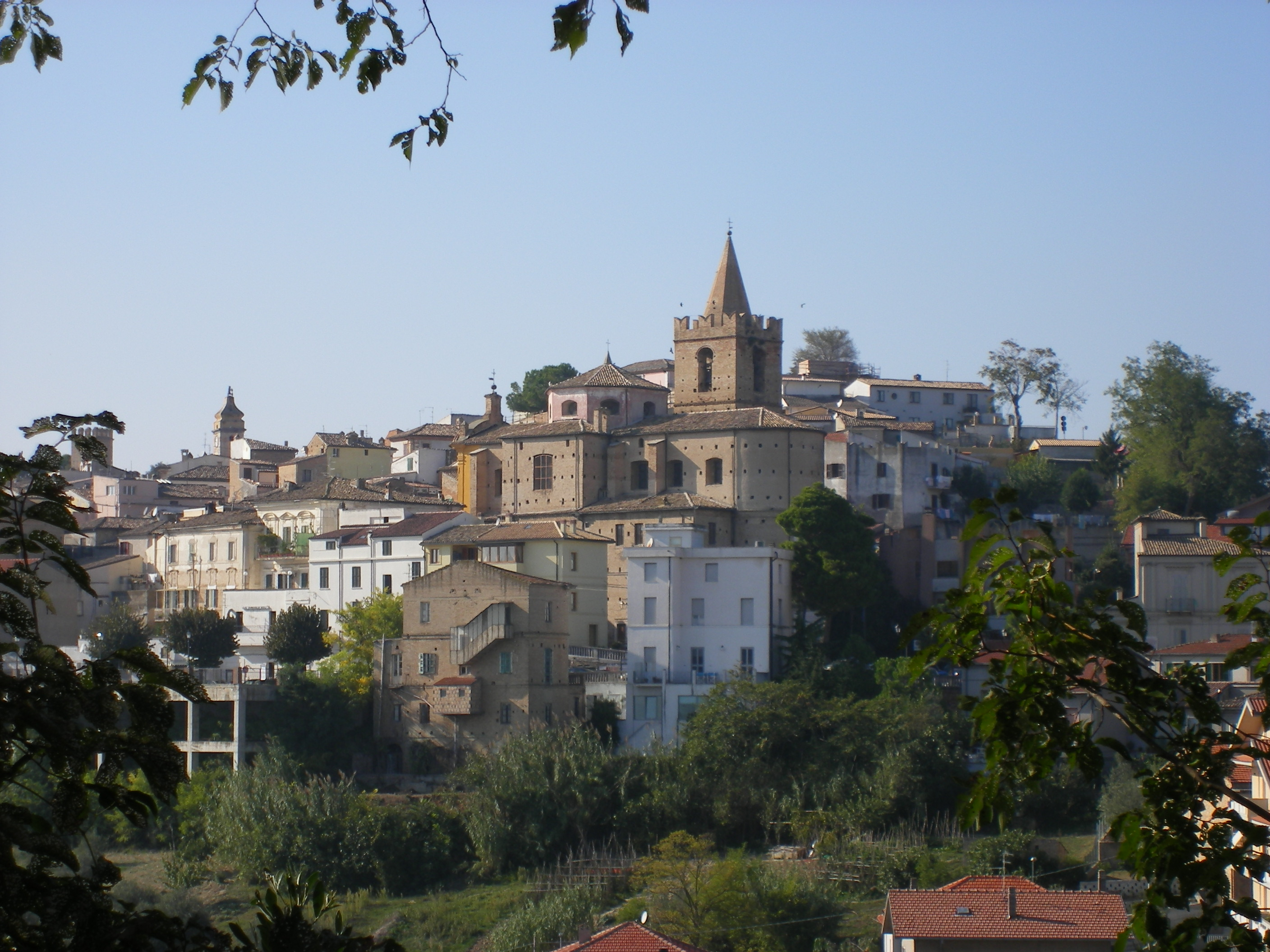
Centro storico di Spoltore

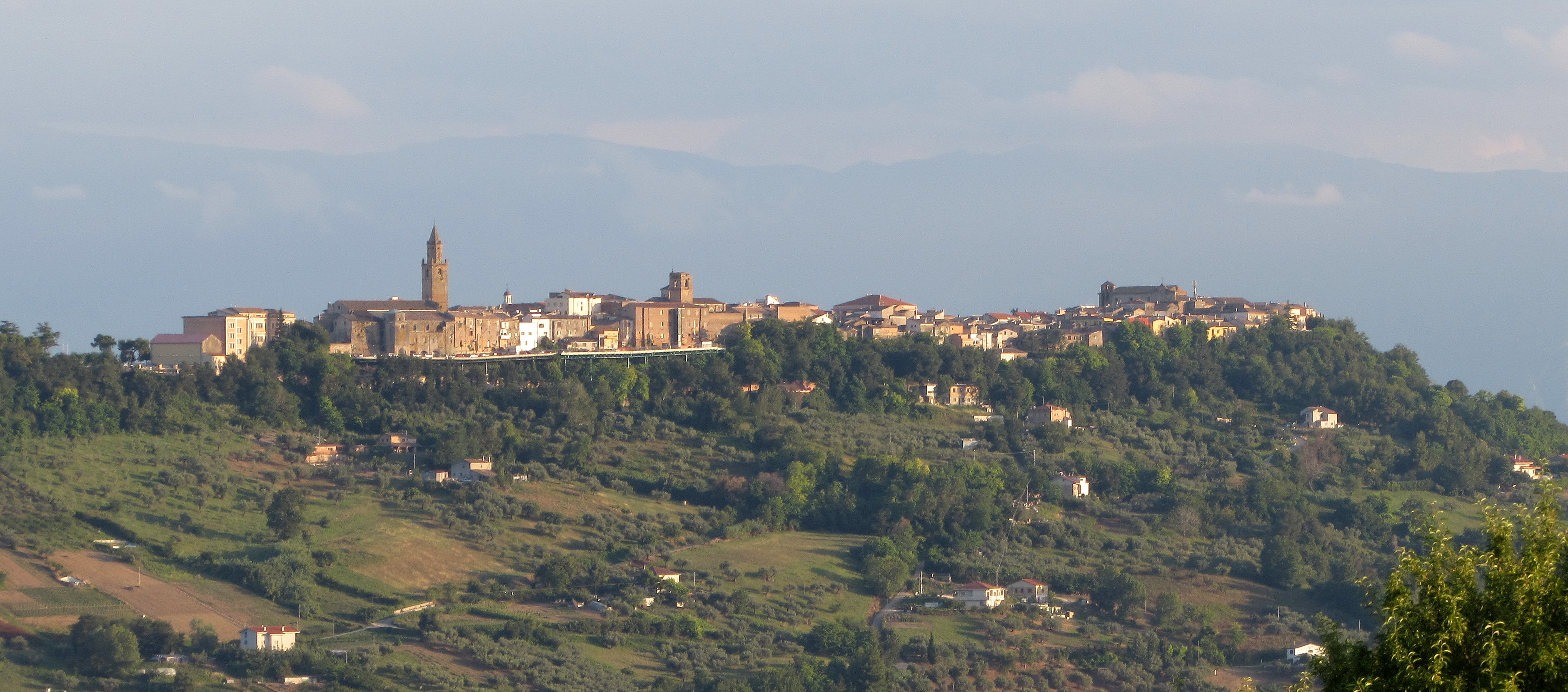
Città Sant'Angelo

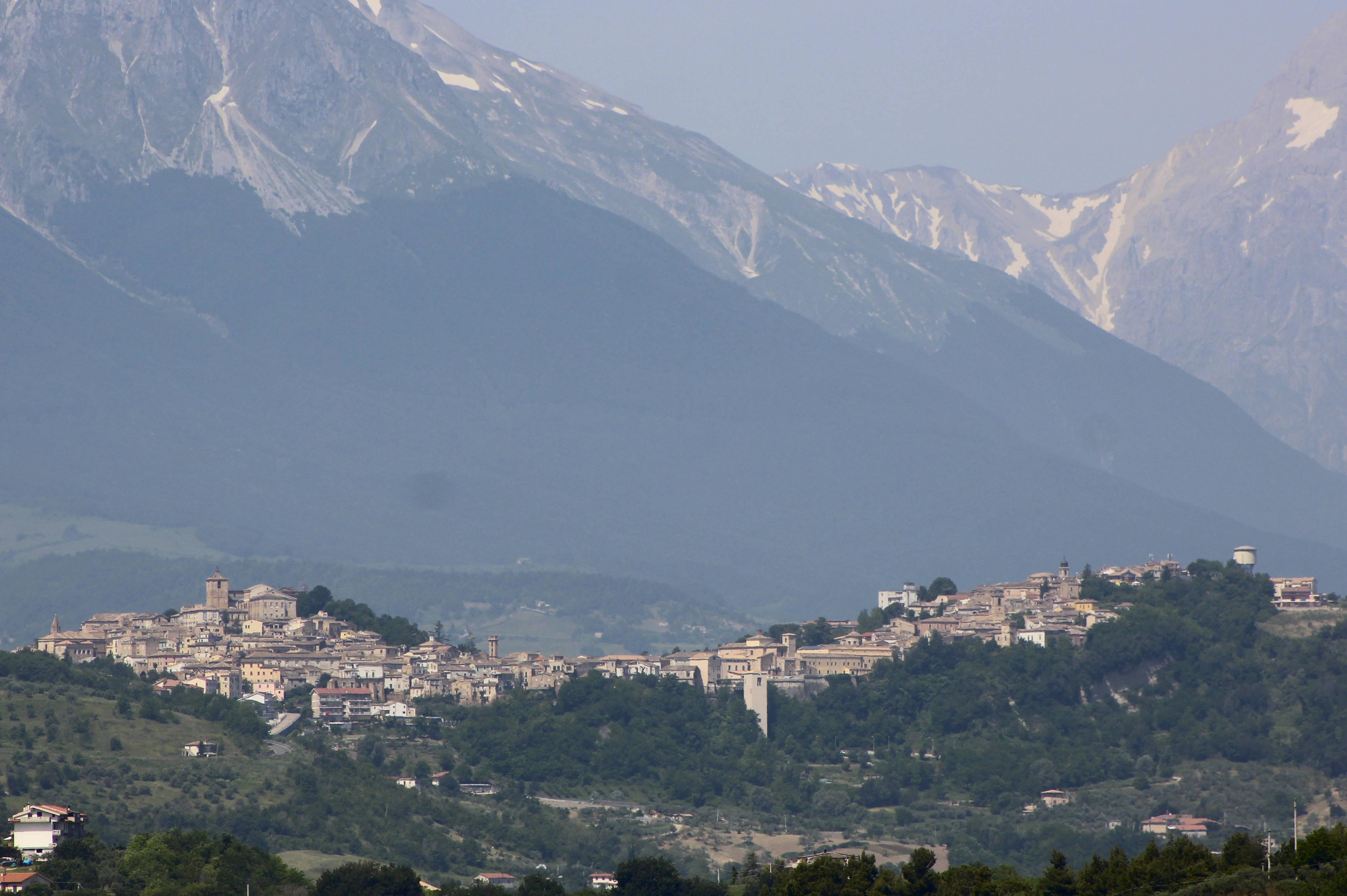
Penne

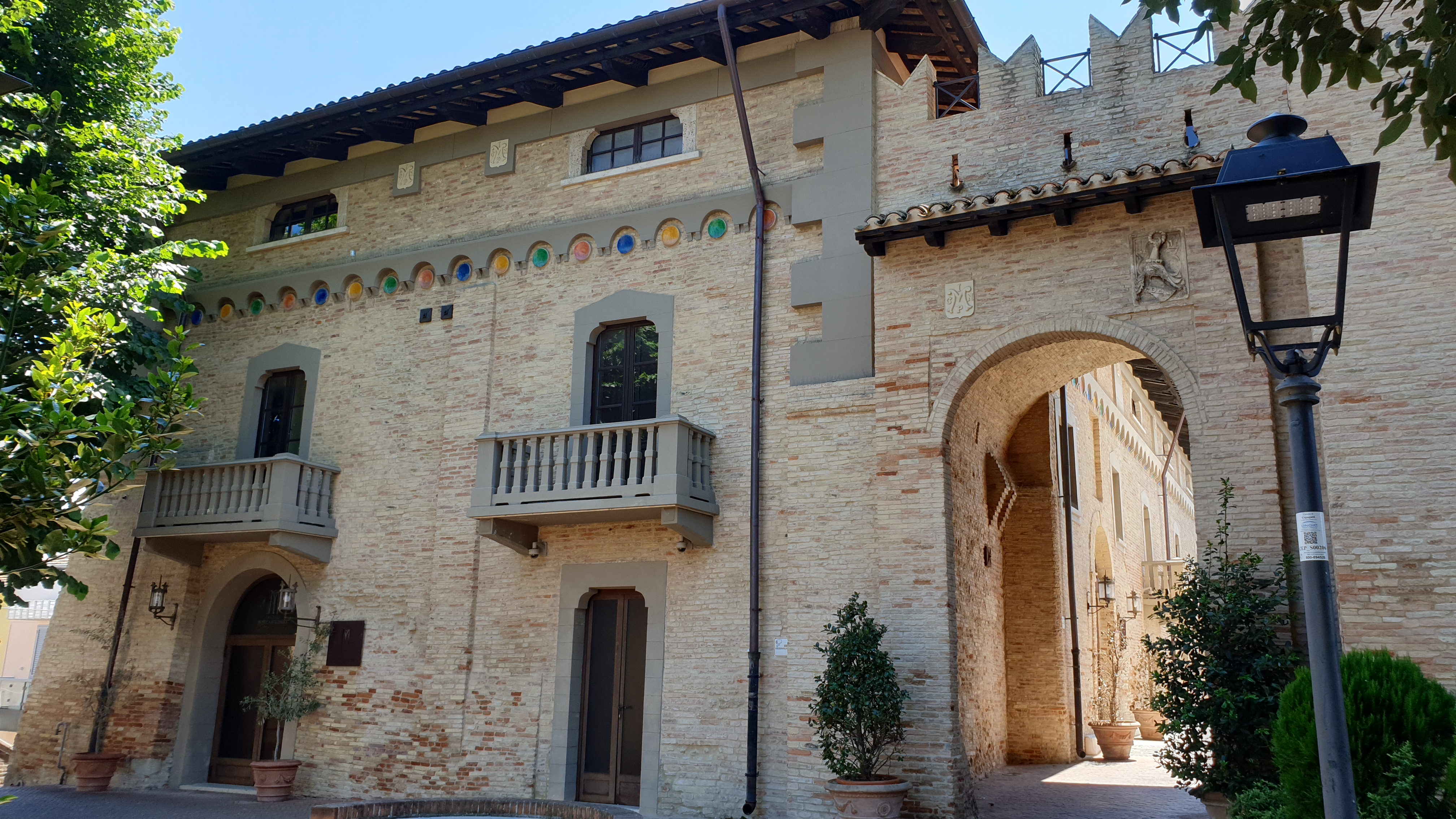
Il Castello Marcantonio a Cepagatti

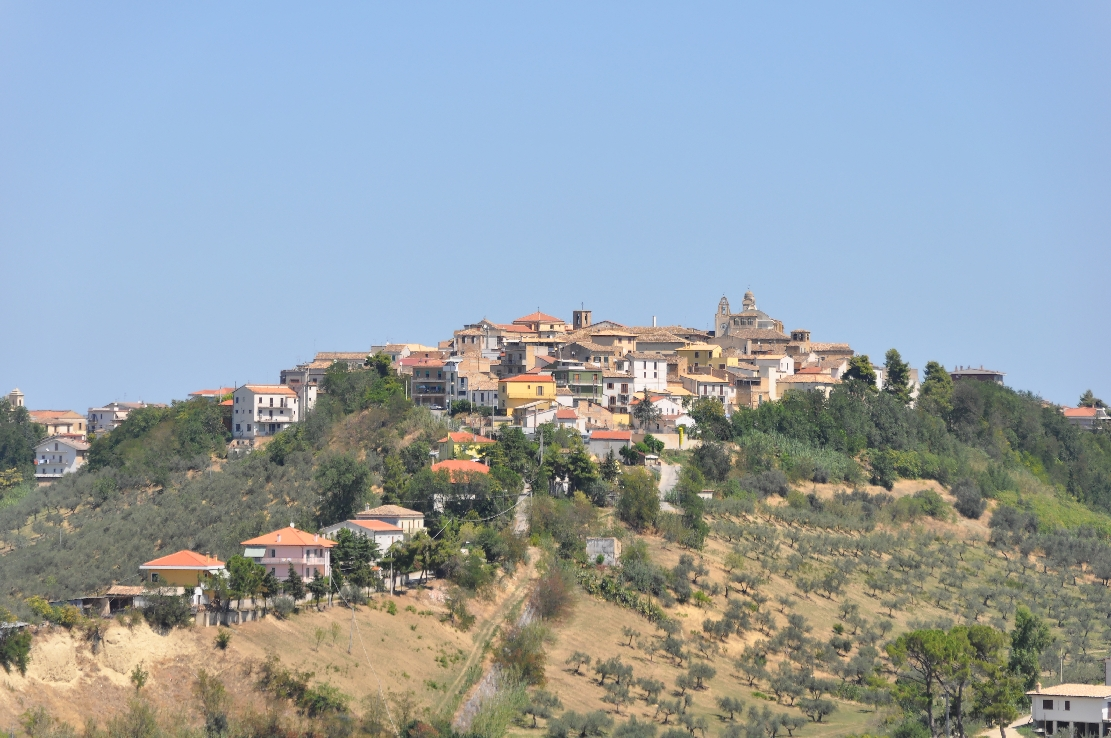
Pianella

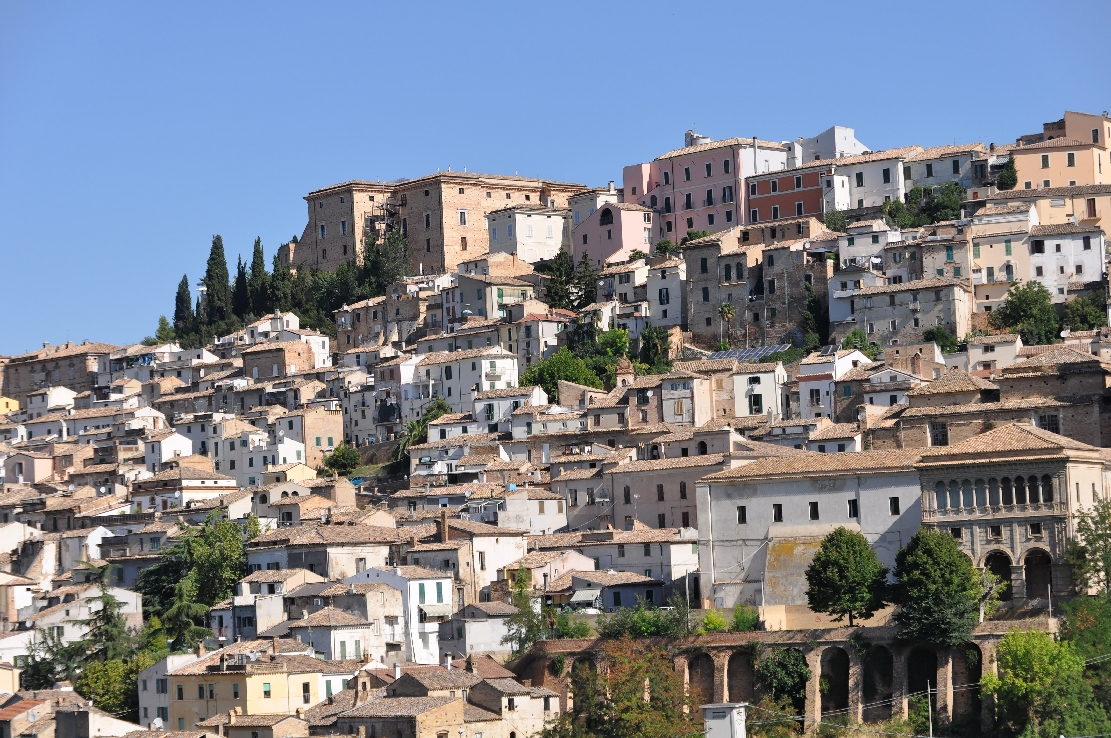
Loreto Aprutino

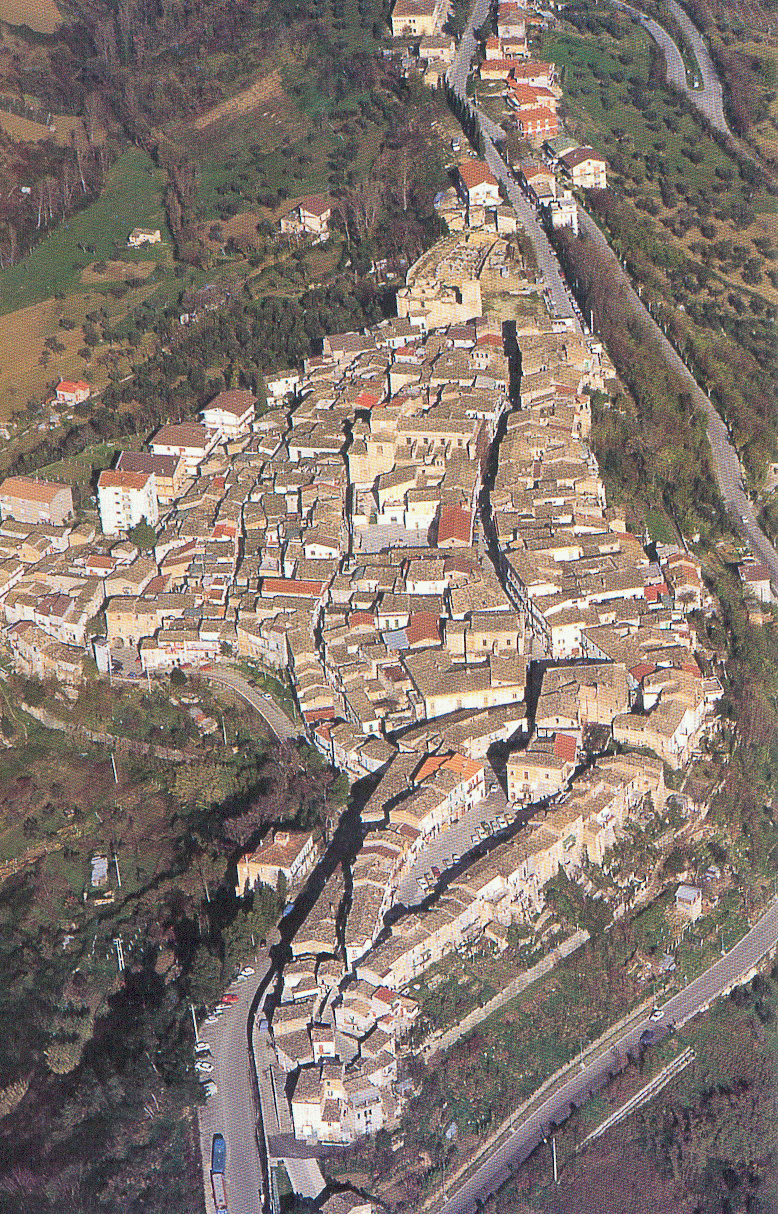
Centro storico di Manoppello

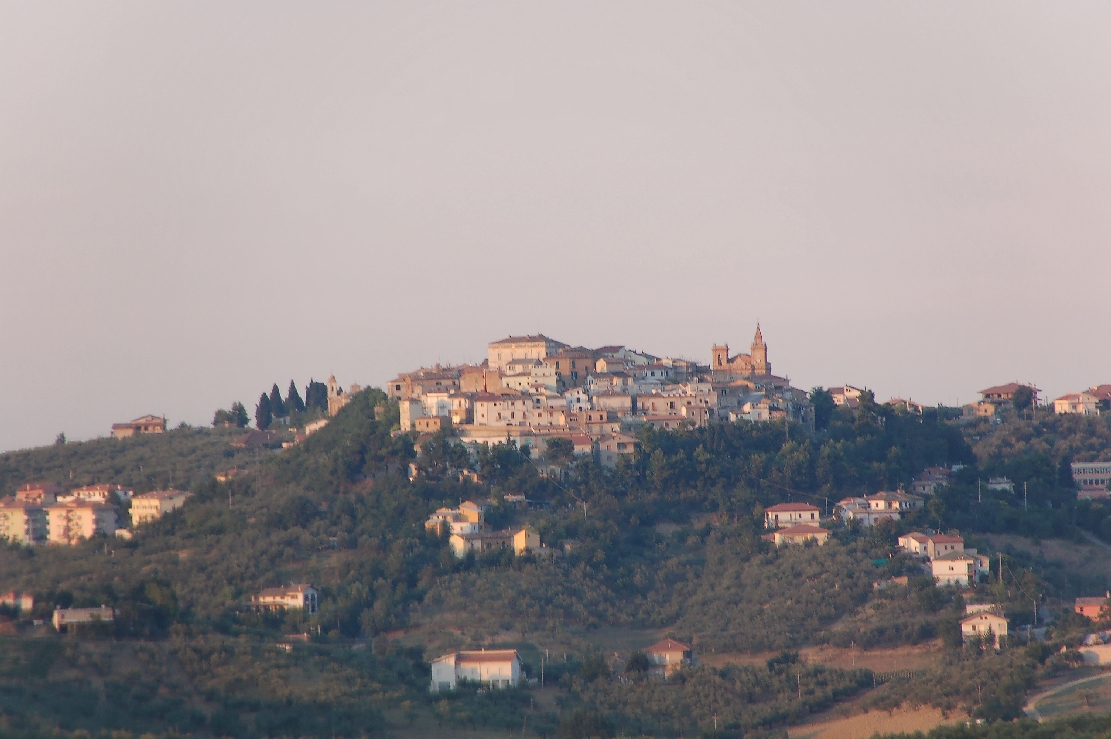
Collecorvino

| Comune                             | Popolazione | Superficie (km²) | Altitudine (m s.l.m.) |
| ---------------------------------- | ----------- | ---------------- | --------------------- |
| Pescara                            | 118 377     | 33,95            | 4                     |
| Montesilvano                       | 53 606      | 23,57            | 5                     |
| Spoltore                           | 19 022      | 37,01            | 185                   |
| Città Sant'Angelo                  | 14 848      | 62,02            | 320                   |
| Penne                              | 11 050      | 91,2             | 438                   |
| Cepagatti                          | 10 927      | 30,82            | 145                   |
| Pianella                           | 8 561       | 47,05            | 236                   |
| Loreto Aprutino                    | 7 032       | 59,5             | 307                   |
| Manoppello                         | 6 735       | 39,26            | 257                   |
| Collecorvino                       | 6 006       | 31,99            | 253                   |
| Popoli Terme                       | 4 592       | 35,04            | 254                   |
| Rosciano                           | 4 109       | 27,79            | 253                   |
| Cappelle sul Tavo                  | 4 068       | 5,41             | 122                   |
| Scafa                              | 3 409       | 10,34            | 108                   |
| Alanno                             | 3 297       | 35,53            | 307                   |
| Moscufo                            | 3 134       | 20,26            | 246                   |
| Torre de' Passeri                  | 2 863       | 5,92             | 172                   |
| Lettomanoppello                    | 2 615       | 15,07            | 375                   |
| Tocco da Casauria                  | 2 334       | 29,67            | 356                   |
| Bussi sul Tirino                   | 2 230       | 25,91            | 344                   |
| San Valentino in Abruzzo Citeriore | 1 793       | 16,4             | 450                   |
| Caramanico Terme                   | 1 717       | 84,99            | 600                   |
| Nocciano                           | 1 697       | 13,76            | 301                   |
| Elice                              | 1 631       | 14,31            | 259                   |
| Civitella Casanova                 | 1 544       | 31,1             | 400                   |
| Cugnoli                            | 1 347       | 15,96            | 331                   |
| Farindola                          | 1 300       | 45,47            | 530                   |
| Picciano                           | 1 277       | 7,56             | 153                   |
| Catignano                          | 1 239       | 17,03            | 365                   |
| Civitaquana                        | 1 143       | 21,88            | 550                   |
| Bolognano                          | 992         | 16,96            | 276                   |
| Roccamorice                        | 848         | 25,06            | 520                   |
| Montebello di Bertona              | 821         | 21,5             | 615                   |
| Turrivalignani                     | 803         | 6,11             | 312                   |
| Castiglione a Casauria             | 709         | 16,57            | 350                   |
| Villa Celiera                      | 530         | 13,18            | 714                   |
| Carpineto della Nora               | 504         | 24,08            | 535                   |
| Serramonacesca                     | 500         | 23,89            | 280                   |
| Pescosansonesco                    | 439         | 18,35            | 610                   |
| Pietranico                         | 418         | 14,77            | 590                   |
| Vicoli                             | 369         | 9,33             | 445                   |
| Abbateggio                         | 355         | 15,4             | 450                   |
| Salle                              | 252         | 21,8             | 470                   |
| Sant'Eufemia a Maiella             | 246         | 40,42            | 878                   |
| Brittoli                           | 240         | 15,99            | 779                   |
| Corvara                            | 194         | 13,73            | 625                   |

### Sanità
La sanità in provincia è gestita dall'Asl 3 Pescara, che gestisce i tre principali presidi ospedalieri della provincia:
- Ospedale "Santo Spirito" di Pescara
- Ospedale civile di Penne
- Ospedale di Popoli Terme

## Cultura

### Istruzione

#### Biblioteche
- Biblioteca provinciale "Gabriele D'Annunzio" (Pescara)
- Biblioteca pubblica "F. Di Giampaolo" (Pescara)
- Archivio di Stato (Pescara)
- Biblioteca comunale "Emidio Agostinone" (Montesilvano)
- Biblioteca pubblica regionale (Penne)
- Biblioteca comunale (Città Sant'Angelo)

#### Università
- Università degli Studi "Gabriele D'Annunzio"
- Conservatorio Luisa D'Annunzio

#### Musei
- Museo delle Genti d'Abruzzo (Pescara)[28]

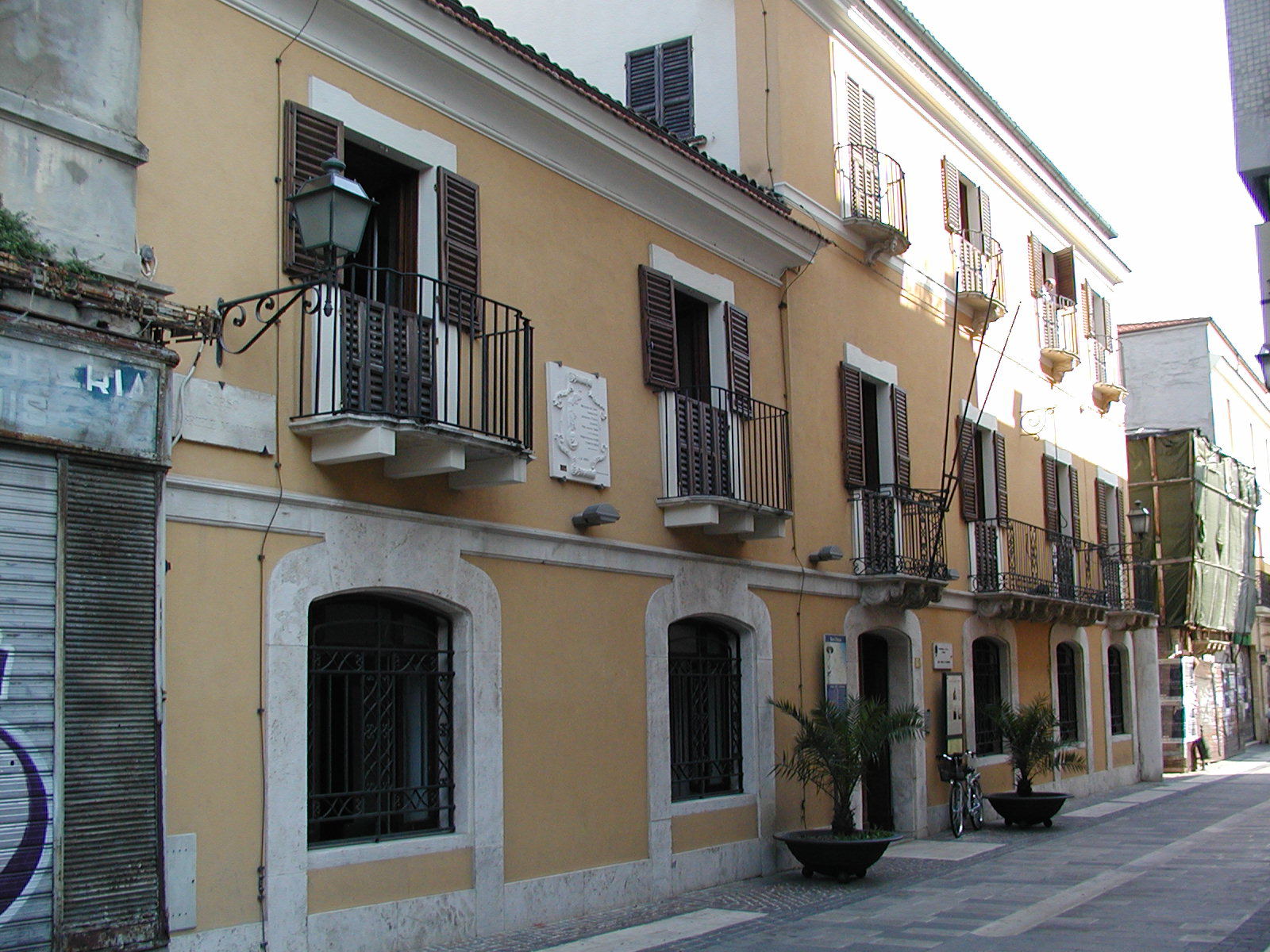
La casa natale di Gabriele D'Annunzio a Pescara

- Casa natale di Gabriele D'Annunzio (Pescara)[29]
- Museo civico Basilio Cascella (Pescara)[30]
- Museo d'arte moderna Vittoria Colonna (Pescara)[31]
- Imago Museum (Pescara)[32]
- Museo dell'Ottocento (Pescara)[33]
- CLAP Museum (Pescara)[34]
- Museo archeologico civico-diocesano "G.B. Leopardi" (Penne)[35]
- Taverna ducale (Popoli Terme)[36]
- Centro visite del Fiume Tirino (Bussi)[37]
- Casa natale di Francesco Paolo Michetti (Tocco da Casauria)
- Antiquarium "Casamarte" (Loreto Aprutino)[38]
- Museo dell'Olio (Loreto Aprutino)[39]
- Museo "Acerbo" delle Ceramiche di Castelli (Loreto Aprutino)[40]
- Museo permanente del precinema (Loreto Aprutino)[41]
- Museo delle Ambre e dei Fossili (San Valentino in Abruzzo Citeriore)[42]

### Media
I maggiori organi di informazione regionali hanno sede a Pescara, dove sono presenti le redazioni regionali della Rai e del quotidiano Il Messaggero e la sede del principale quotidiano abruzzese, Il Centro.

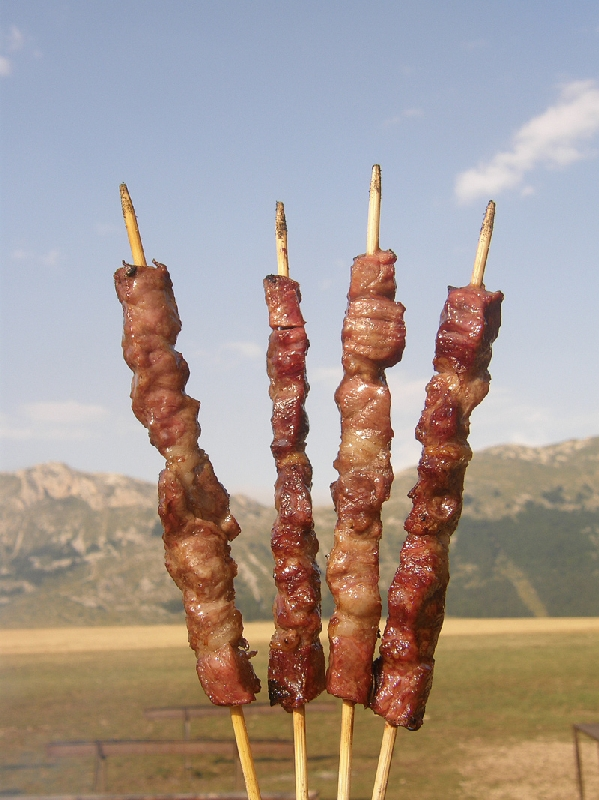
Gli arrosticini, originari dell'Area Vestina

### Cucina
La cucina del territorio si alterna seguendo le tradizioni abruzzesi dell'entroterra con quelle marinare, mescolando le due tradizioni. Tipici la coda di rospo alla cacciatora, il brodetto di pesce ed il "fritto di paranza" di merluzzetti, triglie e sarde oppure con cozze e vongole.
I primi piatti sono quelli della cucina tipicamente abruzzese, come i "maccheroni alla chitarra", la mugnaia, le "scrippelle" teramane o il "timballo". Tipici della città di Pescara gli anellini alla pecorara, pasta a forma di anello servita con salsa di pomodoro, vegetali vari e ricotta di pecora.
Quanto ai secondi, la provincia di Pescara è il luogo d'origine dei celebri arrosticini di pecora, mentre il dolce tipico di Pescara è il parrozzo, realizzato con mandorle tritate, essenza di mandorla amara, buccia di limone ricoperto di cioccolato fondente; inventato all'inizio del XX secolo da Luigi D'Amico a Pescara, venne così battezzato da Gabriele D'Annunzio, divenendo il dolce più rappresentativo del territorio.
I vini i più noti sono il Trebbiano d'Abruzzo e il Montepulciano d'Abruzzo, mentre i liquori caratteristici della provincia sono rappresentati dall'Aurum e la Centerbe, la cui iniziale mescolanza delle erbe aromatiche montane era realizzata sin dal XIII secolo dai monaci dell'abbazia di San Clemente a Casauria, e solo nel XIX secolo la tradizione divenne un marchio di fabbrica vero e proprio.

### Eventi
- Pescara Jazz: manifestazione di eventi musicali istituita nel 1969, che si svolge al Teatro monumento Gabriele D'Annunzio.
- Premio Flaiano: festival e premiazione cinematografica tenuto annualmente dal 1974 a Pescara
- Fuori Uso: rassegna d'arte contemporanea svolta periodicamente dal 1990 a Pescara
- IndieRocket Festival: manifestazione annuale di musica indipendente e sperimentale nazionale e internazionale che si tiene a Pescara dal 2004

## Economia
L'economia della provincia, sviluppata prevalentemente nella zona costiera, abbraccia la maggior parte dei settori produttivi economici: dall'agricoltura con la coltivazione della vite e dell'ulivo (Penne-Loreto Aprutino) e la produzione di vini Doc come il Montepulciano d'Abruzzo, il Trebbiano d'Abruzzo e il Pecorino e di olio di oliva come l'Aprutino Pescarese, al settore manifatturiero fino al turismo.
La produzione agricola interessa la fascia pedemontana vestina, tra i comuni di Città Sant'Angelo, Penne, Loreto Aprutino e Cugnoli, poiché le zone alle pendici della Maiella come Caramanico Terme, Popoli Terme, Salle si trovano in una condizione di avversità geologica per qualsiasi tipo di coltivazione.

### Industria
La zona della Val Pescara è la più industrializzata della provincia, nonché dell'Abruzzo, insieme alle zone industriali di Bazzano a L'Aquila ed al comprensorio automotive del Sangro ad Atessa. Gli insediamenti industriali presso Pescara sono sorti sin dal primo '900 nel settore manifatturiero e del distillato, dei quali resta la testimonianza dell'ex liquorificio Aurum. Nel dopoguerra l'espansione edilizia pescarese favorì anche una notevole espansione industriale lungo la Val Pescara fino a Manoppello, dove si trova l'Interporto d'Abruzzo. Le industrie operano prevalentemente nei settori chimico, tessile, agroalimentare ed edile. A Pescara, nella zona al confine con Sambuceto, si trova anche l'aeroporto di Pescara, unico scalo internazionale della regione. Il porto di Pescara, in seguito al ridimensionamento del peso della pesca nelle attività economiche cittadine, ha negli anni perso di importanza, ritrovandola solo in seguito alla costruzione alla fine degli anni 1980 del porto turistico "Marina di Pescara", tra le maggiori strutture di questo tipo del Paese.
Piccole e medie imprese industriali si concentrano anche nell'entroterra di Montesilvano e Città Sant'Angelo, dove sono sorti grandi centri commerciali presso lo svincolo autostradale Pescara Nord dell'A14, mentre nell'Area Vestina è attivo un polo di industria tessile.

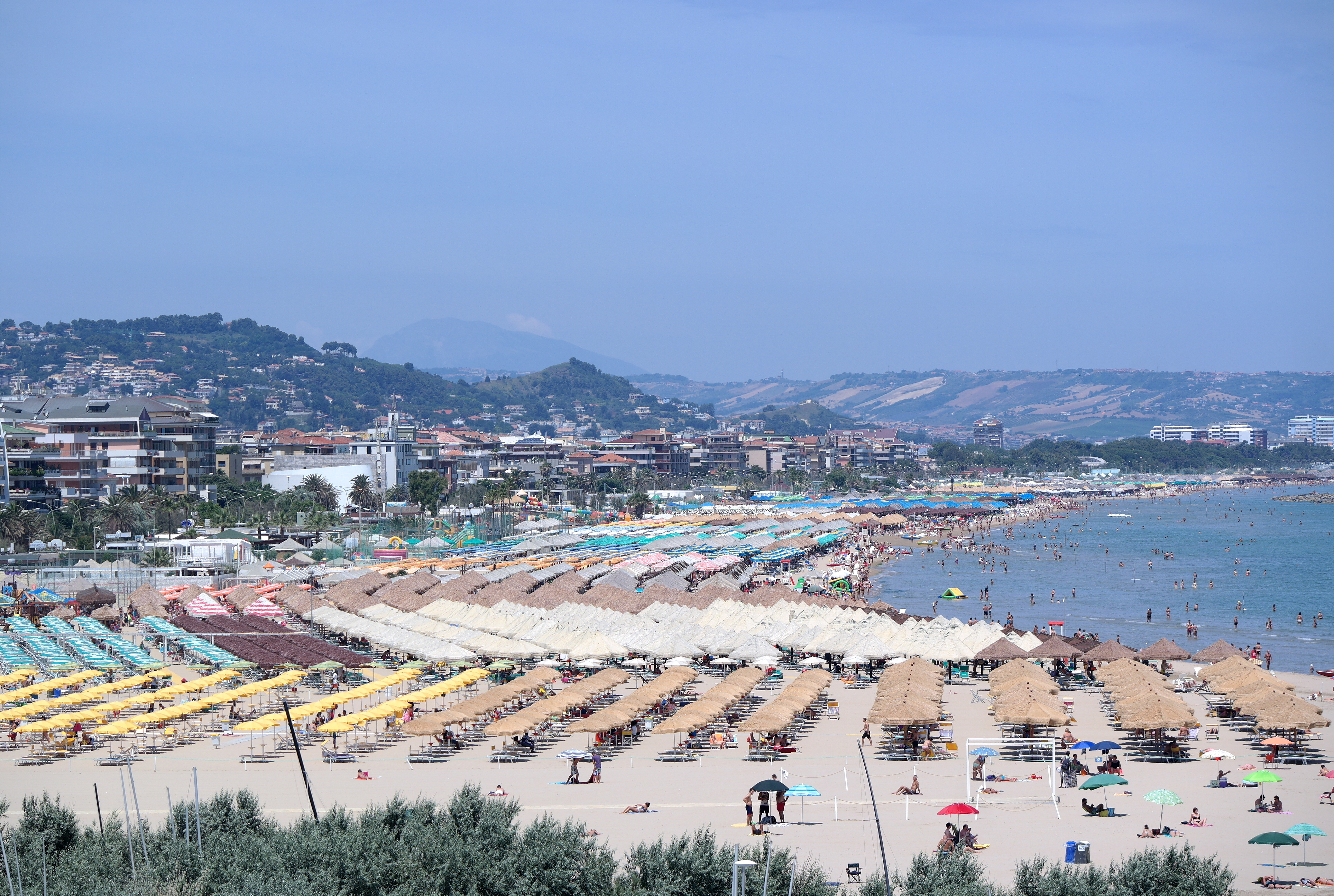
La riviera nord di Pescara

### Turismo
La città di Pescara è una delle città più visitate d'Abruzzo, anche per fini commerciali e lavorativi, essendo una delle città più importanti al livello regionale per economia, espansione urbana e politica. Il turismo culturale pescarese si concentra sui musei cittadini della casa natale di Gabriele D'Annunzio e del Museo delle Genti d'Abruzzo, mentre le arterie pedonalizzate del centro, oltre ad esporre sporadici esempi di architettura liberty, ospitano una grande concentrazione di negozi e locali frequentati sia di giorno per lo shopping che durante la vita notturna cittadina. L'attrattiva principale di Pescara è da sempre la lunga ed attrezzata spiaggia, tradizionale mèta del turismo locale.
Nel resto della provincia il turismo si sviluppa prevalentemente nelle località di Città Sant'Angelo, Montesilvano, Penne e Caramanico Terme, oltre che nei borghi del Parco nazionale della Maiella, che ospita anche frequentati percorsi escursionistici, ed il turismo religioso originato dal Volto santo di Manoppello; anche le antiche e celebri abbazie di San Liberatore a Maiella, di San Clemente a Casauria e di Santa Maria Arabona sono dei punti fermi del turismo provinciale, come lo sono le varie riserve naturali sparse nel territorio, come le sorgenti del fiume Pescara. Ciononostante in diverse località della fascia collinare, come l'Area Vestina, che pure ospita importanti centri storici, manca ancora uno sviluppo deciso del turismo, nonostante le potenzialità di un territorio con una forte tradizione eno-gastronomica e artistica.

## Infrastrutture e trasporti

### Strade
Autostrade:
- A14 Adriatica
- A25 Strada dei Parchi

Raccordi autostradali:
- RA12 Asse Attrezzato

Strade statali:
- SS5 Via Tiburtina Valeria
- SS16 Adriatica
- SS16 bis Adriatica
- SS16 dir/C del Porto di Pescara
- SS17 dell'Appennino Abruzzese ed Appulo-Sannitico
- SS81 Piceno Aprutina
- SS151 della Valle del Tavo
- SS153 della Valle del Tirino
- SS487 di Caramanico Terme
- SS539 di Manoppello
- SS614 della Maielletta
- SS714 Tangenziale di Pescara

Strade regionali:
- SR16 bis Adriatica
- SR602 di Forca di Penne

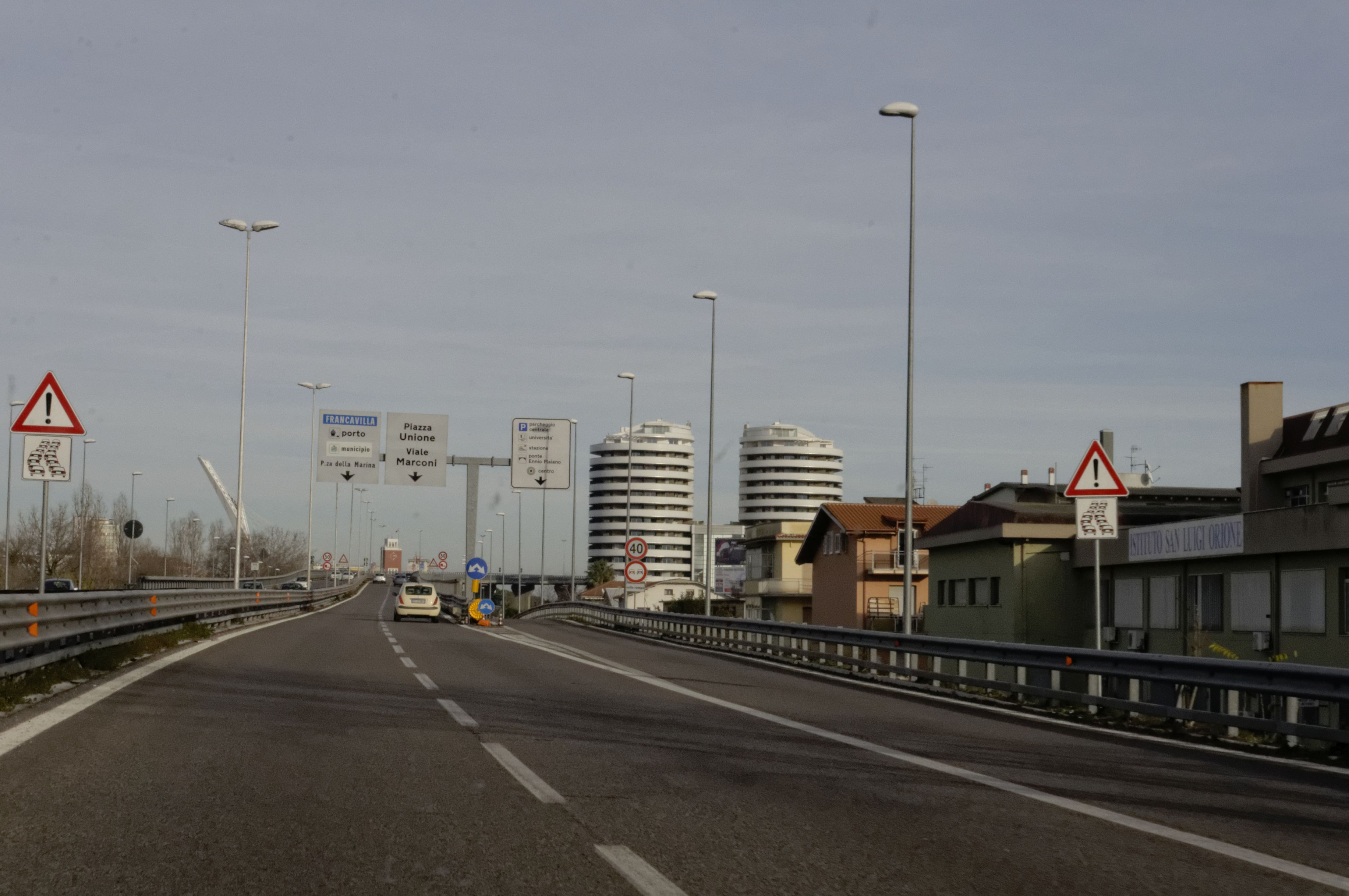
La SS 16 dir/C a Pescara

La provincia è tagliata da nord a sud dall'A14 Adriatica e da ovest ad est dall'A25. L'A14 lambisce la costa, allargandosi verso l'entroterra all'altezza di Pescara, mentre la A25 si dirama dalla A14 all'altezza di Villanova di Cepagatti, fendendo in due la Val Pescara e lambendo il fiume omonimo in direzione di Roma.
Chieti e Pescara, ed i relativi caselli delle due autostrade, sono collegati dagli anni 70 dal raccordo autostradale 12 Asse attrezzato, che scorrendo parallelamente al fiume ed alla A25, parte da Brecciarola di Chieti per raggiungere il porto di Pescara, rappresentando una fondamentale variante alla via Tiburtina, che prima della costruzione della bretella era l'unico asse viario principale della Val Pescara.
La tangenziale di Pescara, partendo dal quartiere Villa Carmine di Montesilvano, è una strada a scorrimento veloce che nascendo come variante pescarese alla SS16, lambisce gli abitati di Montesilvano, Spoltore, Pescara e più a sud Francavilla al Mare, in provincia di Chieti, fornendo un'alternativa veloce in direzione nord-sud a quasi tutto il tratto costiero della provincia pescarese.
Le altre vie principali sono la via Tiburtina Valeria, storico collegamento con la capitale, la SS16, che attraversa da nord a sud la costa adriatica e la SS81, strada pedemontana che da Ascoli Piceno raggiunge Casoli nel chietino, lambendo tutti i principali centri collinari. La maggior parte dei centri minori e delle frazioni sono raggiunti dalla rete di strade provinciali.

### Ferrovie

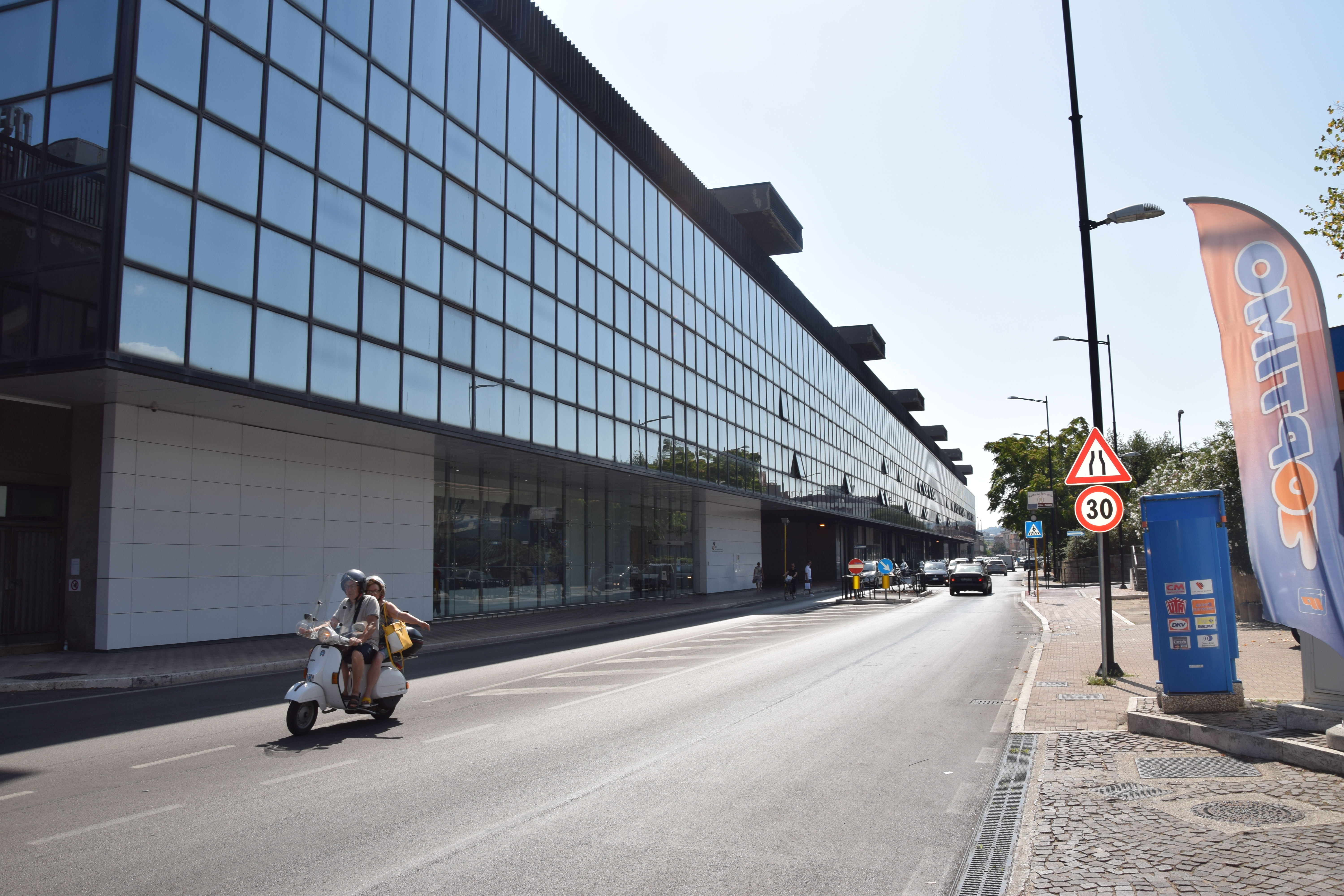
La stazione di Pescara Centrale

- Ferrovia Adriatica: attraversa la pianura costiera ed i comuni di Pescara, Montesilvano e Città Sant'Angelo, servendo la provincia tramite le stazioni di Montesilvano, Pescara Centrale, Pescara Porta Nuova e Pescara Tribunale.
- Ferrovia Roma-Sulmona-Pescara: la ferrovia transappenninica che attraversa la Val Pescara, oggetto negli anni di numerosi progetti di ammodernamento e velocizzazione, serve la provincia mediante le stazioni di Popoli-Vittorito, Bussi, Tocco-Castiglione, Torre de' Passeri, Piano d'Orta Bolognano, Scafa-San Valentino-Caramanico Terme, Alanno, Manoppello, Pescara San Marco, Pescara Porta Nuova e Pescara Centrale.

### Porti
Gli unici approdi della provincia sono concentrati nel porto di Pescara, che dal 1988 affianca allo storico approdo fluviale il "Marina di Pescara", terzo porto turistico italiano per posti barca.

### Aeroporti
Dal 1917, la città di Pescara è dotata di un impianto aeroportuale, identificato con il nome commerciale di Aeroporto internazionale d'Abruzzo "Pasquale Liberi", situato quasi per intero nel territorio comunale (salvo una piccola parte della pista, sconfinante nel comune di San Giovanni Teatino); l'aeroporto serve un traffico di oltre 660.000 passeggeri all'anno offrendo collegamenti nazionali e internazionali.

## Sport
A Pescara la principale squadra calcistica è il Delfino Pescara 1936, nota anche come Pescara Calcio, unica società abruzzese ad aver raggiunto la massima serie. Altre società non più attive, nelle loro rispettive discipline, hanno conseguito diverse vittorie nelle competizioni nazionali ed europee, come il Pescara Calcio a 5, l'Associazione Sportiva Waterpolis Pescara Pallanuoto e il Città di Montesilvano Calcio a 5. Fino al 1961 si è svolta in provincia la celebre gara automobilistica della Coppa Acerbo, e nel 2009 Pescara ha ospitato i XVI Giochi del Mediterraneo, mentre nel 2015 sempre nel capoluogo adriatico si è tenuta la prima edizione dei Giochi del Mediterraneo sulla Spiaggia. La struttura sportiva principale di Pescara e della provincia è lo Stadio Adriatico, ed in città sono numerosi i palasport, come il Palasport Giovanni Paolo II, il PalaElettra ed il PalaRigopiano. Anche nelle altre discipline gli impianti pescaresi sono i principali della provincia e della regione, come il Circolo Tennis Pescara e le Piscine Le Naiadi, a cavallo fra Pescara e Montesilvano. Evento di grande richiamo è anche l'annuale gara automobilistica della cronoscalata delle svolte di Popoli, dal 1963 principale evento motoristico della provincia e della regione.